# История Венгрии
История Венгрии — история государства венгров (угров, мадьяр), возникшего в IX—X веках, в Восточной Европе, в Среднем Подунавье.
Предки мадьяр начали своё движение из регионов Южного Урала и Поволжья на запад в IX веке, ненадолго задержавшись в Причерноморских степях, они закрепились в Среднем Подунавье (обретение венграми Родины). Племенной союз венгров возглавлял вождь Арпад, который считается основателем династии венгерских правителей (889—907 гг.). В 1-й половине X века венгры опустошали набегами большую часть Западной Европы, как прежде арабы и норманны. В 1000 году венгерский князь Иштван (Стефан) принял католичество и был коронован как король Венгрии. Долгое время происхождение венгров оставалось неизвестным. Во второй половине XIX века венгерские исследователи смогли найти свою историческую прародину (Урал) и определить угро-финские корни венгерского языка.

## Древнейшая история Венгрии

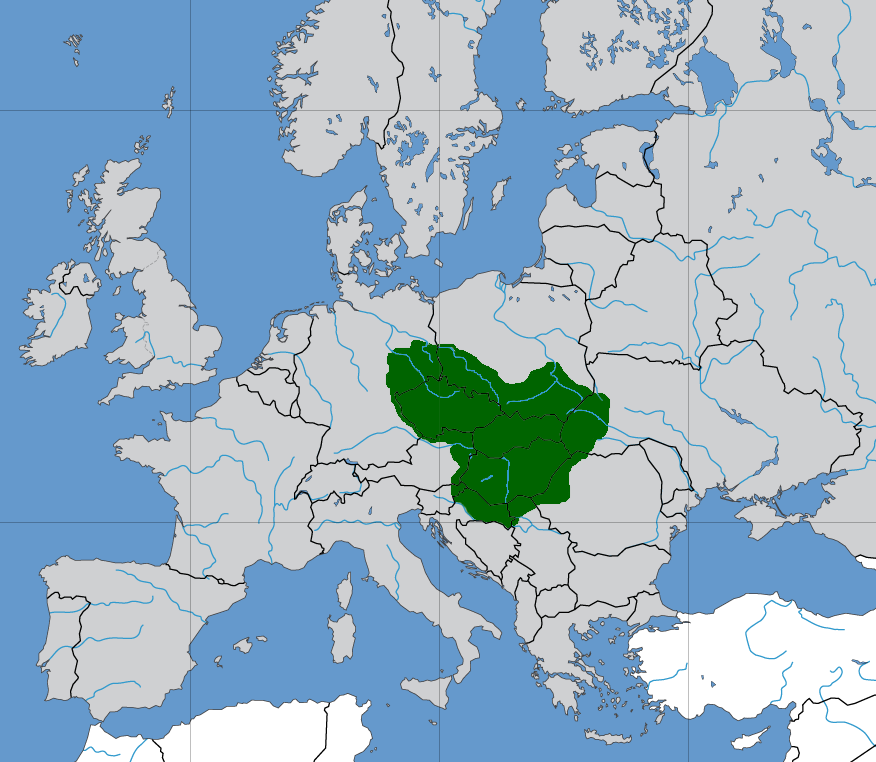
Территория Венгрии в составе Великой Моравии

В античную эпоху Паннония была провинцией Римской империи, позднее распавшейся на Западную Римскую империю и Восточную Римскую империю. Затем вся Паннонская равнина была захвачена аварами. После того, как Аварский каганат потерпел поражение, эти земли вошли в сферу влияния Великой Моравии. К середине V века славяне занимали территорию к северу от Дуная и, в частности, размещались в Среднедунайской низменности. Они проникли на эту территорию, входившую в состав древней Паннонии, путём ранней инфильтрации в составе варварских народов вместе с гуннами, готами, аварами и т. д. К VII веку Паннония уже была областью с преобладающим славянским этносом.

## Переселение венгров на Дунай (IX—X века)

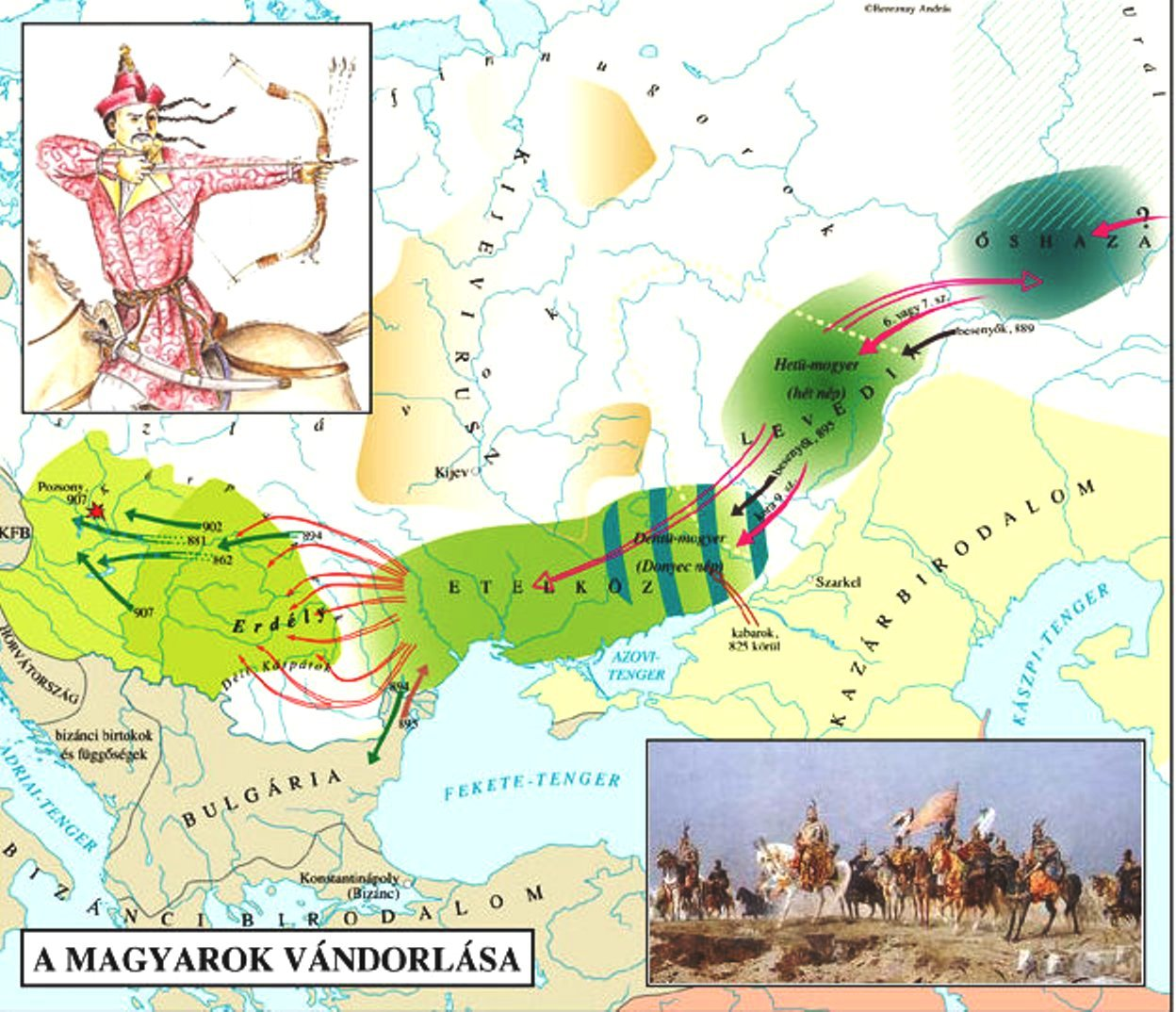
Переселение венгров на Дунай

Миграция венгров, 893—902 годы.

Предки венгров — мадьяры — угорский народ. Ряд учёных (Немет, Закиев) считает их союзом тюркских и угорских племён, кочевавших в заволжских степях Южного Урала и на территории исторической Башкирии. В IX веке мадьяр затронула военно-политическая экспансия Кыргызского каганата в западном направлении. Кыргызские войска, преследуя остатки разбитых уйгуров, достигли Уральских гор, кыргызы овладели степными и лесостепными районами Западной Сибири. Угорские племена степей Зауралья стали данниками кыргызов (кыштымами). Пришельцы из Минусинской котловины стали причиной ухода древних угро-мадьярских племён из Приуралья. Об этом свидетельствуют кыргызские курганы «тюхтятской» культуры, обнаруженные на юге Челябинской области. Поражение от Хазарии способствовало переселению мадьяр в Приднепровские степи, откуда они в составе древневенгерской конфедерации племён вторглись на Средний Дунай, вероятнее всего, сокрушив Великую Моравию. Этот период истории Венгрии известен как эпоха завоевания родины на Дунае.
Археологи датируют раннесредневековый археологический горизонт металлоконструкций Блатница-Микульчице VIII—IX веками.
Около двух—трёх столетий в VII—X веках продолжался многократный приток в уже освоенные славянами различные местности Восточно-Европейской равнины многочисленных групп славянских переселенцев из Моравского Подунавья, сыгравший существенную роль в консолидации славянского населения Восточной Европы и завершившийся формированием древнерусской народности.
Раннесредневековая археологическая белобродская культура, процветавшая в X—XI веках в Центральной Европе, представляет собой синтез культуры завоевателей-венгров, привнесённой в Карпатский бассейн около 900 года, и более ранних культур, существовавших на территории современных Венгрии, Словакии, Румынии, Сербии и Хорватии до венгерского завоевания. По мнению археолога Валентина Седова, подавляющая часть территории культуры Биело-Брдо включала территорию современной Венгрии, Южной Словакии и часть сербской Воеводины.
Впервые мадьяры появились на Дунае в 862 году в качестве союзников великоморавского князя Ростислава, против которого объединились король восточных франков Людовик II Немецкий и болгарский князь Борис I. В 881 году венгры как союзники князя Святополка, преемника Ростислава, дошли до Вены; однако это был лишь набег, основная часть мадьярской орды продолжала кочевать в степях Северного Причерноморья.
В 894 году византийские дипломаты убедили венгров начать войну против Болгарии в союзе с Византией. Корабли Византии помогли переправиться через Дунай мадьярскому войску под предводительством Левенте, и венгры опустошили Болгарию вплоть до столицы, вывезли в плен и продали в рабство множество девушек и женщин. В ответ болгарский царь Симеон I заключил союз с печенегами. Болгары вступили в степь и в 896 году вместе с печенегами нанесли сокрушительное поражение венграм; союзники напали на становища мадьяр и вырезали их жён и детей. После этого венгры покинули свои кочевья и вскоре перешли на Среднедунайскую низменность, заняв территории, частью зависимые от Болгарии, а частью входившие в состав Великоморавской державы, где вскоре создали своё княжество. В этот период племенной союз мадьяр возглавлял Арпад (889—907), основатель династии Арпадов, до 904 года деливший власть с соправителем — Курсаном (Кусаном). Последний великоморавский князь Моймир II долго и безуспешно боролся с венграми и погиб в войне с ними около 906 года. Ещё до этого начались набеги венгров в Германию, Италию и другие страны Европы.

## Венгерское княжество

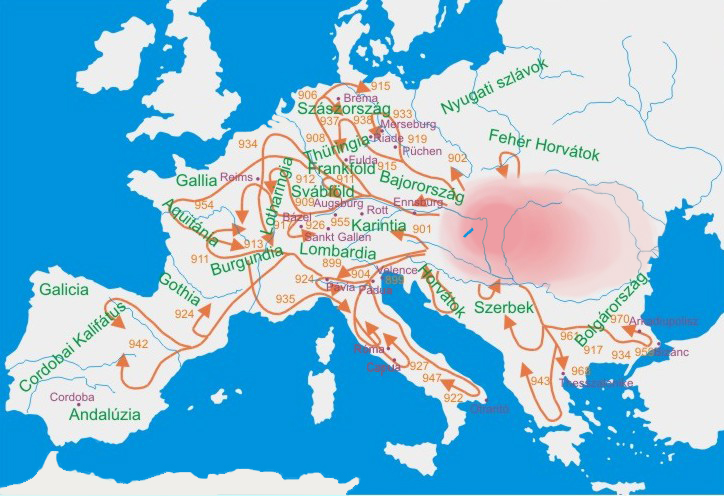
Походы венгров в Европе

В течение первой половины X века подвижная кавалерия мадьяр, легко ускользающая от тяжёлой рыцарской конницы, жестоко и практически безнаказанно опустошала почти всю континентальную Западную Европу. Первым успешным набегом считается поход в Италию в 899 году, когда венгры победили итальянского короля Беренгара I в битве на реке Брента. В 900 году мадьярская конница грабила Баварию, в 901 году — Италию и Каринтию; в 904 году — снова Италию, в 907—911 годах — Саксонию, Баварию, Тюрингию, Швабию; в 920—924 годах — Италию: в 922 году венгры при очередном набеге достигли Апулии, 24 марта 924 года сожгли Павию, столицу королевства Италия, в 926 году дошли до Рима.
В 924—927 году венгерская конница опустошала Бургундию, Прованс, Баварию и Италию; в 933 году мадьяры дошли до Константинополя, в 935 году снова вторглись в Бургундию, Аквитанию и Италию. В 937 году они пересекли земли Арелата и опять вступили в Италию; в 938 году опустошали Саксонию, в 942—943 и 947 годах — Италию. В 941 и 944 годах мадьяры через Южную Францию вторгались в Испанию, причём в 944 году столкнулись там даже с арабами. Повсюду венгры захватывали богатую добычу, сжигали города, опустошали сёла, вывозили в плен девушек и женщин, которые, как правило, становились их жёнами и рожали им детей — таким способом те венгры, чьи жёны погибли во время войны с болгарами и печенегами, создали новые семьи. Примечательно, что в этот период набеги мадьяр почти или совсем не затрагивали славянские страны (Чехию, Польшу, Киевскую Русь), даже Хорватия успешно отразила вторжения венгров, а затем стала её важным союзником. В период, когда во главе союза мадьярских племён стоял сын Арпада, князь Жольт (Золтан, 907—947), венгры были ужасом Западной Европы. Время от времени венгры терпели при набегах серьёзные поражения (в 933 году — от германского короля Генриха I Птицелова, в битве при Риаде на реке Унструт, в 941 году — у Рима, и т. д.), но в целом противостоять вторжениям мадьяр европейские феодальные королевства не могли.
Преемник Золтана — Вал (Файс, 947—952) продолжал ту же политику: в 950—951 годах венгры вновь грабили Италию, Бургундию, Аквитанию. Его брат Такшонь (952—972) в 954 году опустошил Баварию, Франконию, Лотарингию. Однако в 955 году мадьяры потерпели тяжёлое поражение от немцев в битве на реке Лех. После этого походы венгров на запад стали гораздо реже и вскоре прекратились. Такшонь развернул набеги на Балканы, в 959 году его войска осаждали Константинополь, в 965 году болгарский царь Пётр I заключил союз с венграми, обязавшись пропускать их через территорию Болгарии в византийские владения. Такшонь активно поддержал русского князя Святослава I в его войне против Византии, однако совместные действия русов, мадьяр и болгар закончились неудачей в 971 году.
Такшонь укрепил центральную власть, а своего наследника Гезу женил на дочери правителя Трансильвании Дьюлы II — Шарольт. К этому времени некоторые мадьярские вожди успели посетить Константинополь и принять христианство; в 948 году к императору Константину VII Багрянородному прибыло венгерское посольство во главе с Термачу и Булчу (Вулцсу), причём последний был крещён; в 952 году принял крещение в Константинополе и Дьюла. Князь Геза (972—997) счёл за лучшее принять католичество, поскольку Венгрия оказалась в клещах между двумя вновь усилившимися союзными христианскими империями — Германией и Византией. Тем не менее крещение Геза принял (в 974 году) от самого папы римского, без посредников, причём продолжал поклоняться и языческим богам. Он запретил венграм грабительские набеги на соседей, жестоко усмирял феодалов, постепенно навёл порядок в государстве. Он создал тяжёлую кавалерию, состоявшую в основном из иностранных наёмников (варяги, хорваты, болгары) под командованием немецких рыцарей-швабов. Его попытка завоевать Нижнюю Австрию (983—991), воспользовавшись смутой в Германии, оказалась неудачной.

## Возникновение и расцвет Венгерского королевства

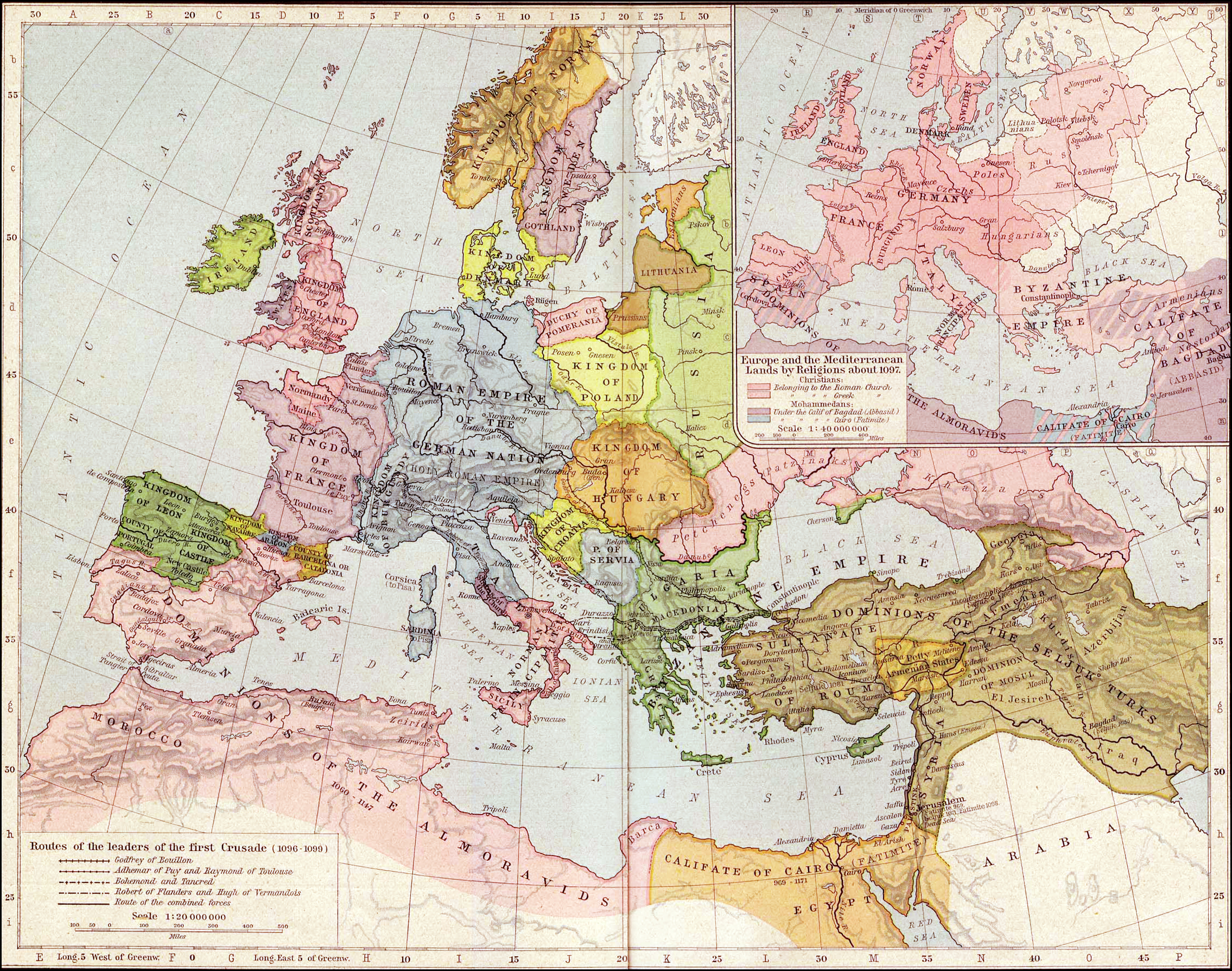
Венгерское королевство на карте Европы в 1097 году (между Болгарией, Хорватией, Польшей, Киевской Русью и Священной Римской империей)

В 1000 году племенной князь Вайк принял католичество, имя Иштван (Стефан) и титул короля. Иштван I (1000—1038) окончательно превратил мадьярский союз племён в средневековое европейское королевство, разделил страну на комитаты, во главе которых стояли королевские чиновники — ишпаны. Он ревностно насаждал католичество, подавил мятеж в Трансильвании, ввёл свод законов, отменил рабовладение, выиграл войну с Польшей за Словакию. Его племянник Петер Орсеоло (1038—1041, 1044—1046), сын венецианского дожа, наводнил страну немцами и итальянцами, чем вызвал недовольство у большинства венгров. Против него восстал и захватил трон знатный вельможа Шамуэль Аба (1041—1044), который опирался на язычников и беднейших крестьян, жестоко расправляясь с представителями знати. Однако ему не удалось выиграть войну с могущественным германским королём Генрихом III Чёрным (в 1042—1044 г.). Потерпев поражение, Шамуэль Аба был свергнут и казнён.
Петер Орсеоло в благодарность за помощь признал себя вассалом Германии (1045 г.). Это вызвало негодование венгров, которые призвали в страну трёх сыновей Вазула (Василия), двоюродного брата Иштвана I, ослеплённого по его приказу — Андраша, Белу и Левенте, живших при дворе Ярослава Мудрого в Киеве. Королём Венгрии стал Андраш I (1046—1060), женатый на дочери Ярослава — Анастасии. Андраш не вернулся к язычеству, но вскоре развязал войну с Германией. Он успешно действовал против немцев вместе с братом Белой, которому отдал треть королевства. Однако затем началась война между сторонниками Андраша и Белы, последний одержал победу в союзе с Германией и Чехией. Королём стал Бела I (1060—1063); сын Андраша — Шаламон бежал вместе с матерью в Германию и через три года сел на престол с помощью германских войск (1063). Сыновья Белы — Геза, Ламперт и Ласло — вынуждены были подчиниться.
Новым королём стал Шаламон (1063—1074). В 1067 году он успешно воевал с Венецией, поддерживая против неё хорватского бана Дмитара Звонимира, женатого на дочери Белы — Илоне. В 1068 году Шаламон разбил вторгнувшихся печенегов в сражении у Керлеша, а в 1071 году в ходе войны с Византией его войска взяли Белград. Но вскоре возобновилась борьба между королём и его двоюродными братьями. В 1069 году Шаламон одержал победу: Ламперт бежал в Польшу, Ласло на Русь. В 1074 году Шаламон победил и Гезу в сражении при Карцаге, но Ласло привёл с собой поляков и чехов и в битве при Модьороде нанёс королю решающее поражение. Шаламон потерял трон и бежал к печенегам, до конца жизни кочевал вместе со степняками и безуспешно пытался вернуть себе власть.
Геза I (1074—1077) был ревностным христианином, восстановил отношения с Византией; император Михаил VII в 1075 году прислал ему новую искусно изготовленную корону, взамен утерянной Шаламоном во время бегства. Гезе наследовал брат — Ласло I (1077—1095), прозванный Святым за чрезмерное благочестие: папа римский даже собирался поставить его во главе Первого крестового похода, помешала этому только смерть короля. Правление Ласло было успешным, он заставил изгнанного Шаламона примириться с потерей трона, несколько раз отразил вторжения половцев и печенегов, поддерживал папство в борьбе с императором Генрихом IV. После смерти в 1089 году Дмитара Звонимира Ласло I, родной брат его вдовы Илоны, выдвинул претензии на хорватский трон, захватил Славонию, в конце концов возвёл в Хорватии своего племянника Альмоша, сына Гезы I. Другой сын Гезы, Кальман, унаследовал престол после смерти Ласло.
Кальман Книжник (1095—1116), получивший своё прозвище за пристрастие к литературе (главным образом богословской), покровительствовал наукам и искусствам, издал два свода законов, официально запретил ведовские процессы («De strigis vero quae non sunt, nulla amplius quaestio fiat» — «О ведьмах, каковых на самом деле не существует, не должно быть никаких судебных расследований»). При проходе крестоносцев через его владения Кальман перебил целый отряд, который начал грабить венгерские земли, заставив прочих крестоносцев соблюдать дисциплину, и тем оградил Венгрию от разорения. В 1099 году Кальман вмешался в междоусобицу в Киевской Руси, поддержав великого князя Святополка II против галицких Ростиславичей, но его армия потерпела сокрушительное поражение в битве у Перемышля от галичан и половцев. Зато в 1102 году Кальман окончательно присоединил к Венгерскому королевству Хорватию, а к 1105 году отвоевал у венецианцев Далмацию. Больше всего неприятностей доставил Кальману его брат Альмош, который долгое время претендовал на трон, призывая на помощь то немцев, то чехов, то поляков; в конце концов Альмош был ослеплён по приказу короля вместе с сыном — Белой.
Правление Иштвана II (1116—1131), сына Кальмана, было заполнено неудачами: Иштван проиграл войну с Чехией (1116), с Венецией (1116—1125), безуспешно вторгался на Волынь (1121—1123), не принесла победы и война с Византией (1127—1129). Умирая, он передал трон ослеплённому им же племяннику — Беле, сыну Альмоша. Бела II Слепец (1131—1141) делил власть со своей женой Илоной (Еленой Сербской) и её братом Белошем, которого назначил главнокомандующим. Несколько лет им пришлось воевать с очередным претендентом — Борисом Коломановичем, внуком Владимира II Мономаха. Борис несколько раз вторгался в Венгрию при помощи соседних государей, но так и не добился успеха. При Беле II была восстановлена власть венгров над частью Далмации (1136) и присоединена Босния (1137). В 1139 году венгры вмешались в войну между великим князем киевским Ярополком II в войне с главным соперником — Всеволодом Ольговичем, и помогали ему при осаде Чернигова.
Сын Белы II — Геза II (1141—1162) тоже должен был вести войну с Борисом Коломановичем. Женой Гезы II была дочь киевского князя Мстислава I Великого — Евфросинья (королева Фружина); её брата Изяслава II, волынского князя, Геза II поддерживал в его многолетней борьбе за Киев с Юрием Долгоруким. В 1151 году эта борьба завершилась победой Изяслава; в 1152 году Изяслав и Геза разбили на реке Сан и галицкого князя Владимирко, союзника Долгорукого. Затем главной проблемой для венгерского короля стал конфликт с Византией, куда перебрался Борис Коломанович в 1150-х гг. Геза II, в свою очередь, поддержал против византийского императора Мануила I его двоюродного брата Андроника Комнина. В конце концов Борис погиб в войне с венграми, и в 1155 году был заключён мир между Венгрией и Византией. Затем Геза II вступил в союз с Германией, и в 1158 году венгерский отряд принял участие в осаде Милана войсками Фридриха I Барбароссы.
К концу правления Гезы новую угрозу ему и его наследнику Иштвану III создали младшие братья короля — Ласло и Иштван (последний даже вступил в брак с Марией Комнин, племянницей византийского императора). После смерти Гезы они захватили власть — сначала Ласло II (1162—1163), а после его смерти — Иштван IV (1163). Оба признавали себя вассалами Византии. Но в июне 1163 года Иштван III всё-таки занял престол при поддержке армии германского императора Фридриха I Барбароссы, а византийское вторжение в Венгрию было отражено в том же году.
Однако по завещанию Гезы II Хорватия и Далмация должны были перейти под управление Белы, младшего сына Гезы. Когда император Мануил понял, что не сможет восстановить на троне Иштвана IV, он потребовал от его племянника Иштвана III (1162—1172) в обмен на признание его королём уступить пограничную область Серемшег и отдать Белу в заложники в Константинополь. Как только Бела оказался в Византии, Мануил начал войну с Иштваном III под лозунгом защиты прав Белы и добился того, что в 1167 году Хорватия и Далмация фактически оказались под контролем Византии. Бела, воспитанный при константинопольском дворе, стал истинным византийцем по языку, привычкам и обычаям, даже принял имя Алексей и, вероятно, перешёл в православие. Когда в 1172 году умер Иштван III (возможно, не своей смертью), его младший брат без труда утвердился на троне под именем Белы III (1172—1196).
Новый король был недоволен отсталостью Венгрии по сравнению с культурной Византией, поэтому всемерно поощрял развитие в стране образования, посылал венгров учиться в Италию, Францию, Англию; при нём королевство процветало, казна была полна, королевская власть очень сильно укрепилась. После смерти Мануила в 1180 году Бела III вернул под венгерскую власть земли Хорватии, а во время череды переворотов в Византии отнял у неё города Браничев и Белград. Затем он выдал свою дочь Маргит (Маргариту) за нового императора Исаака II и примирился с империей (1185 г.). В 1188 году венгры завоевали Галицкое княжество, воспользовавшись борьбой за власть между наследниками Ярослава Осмомысла, но бесчинства венгров привели к восстанию галичан и бегству из Галича сына короля — Андраша, которого Бела III пытался сделать галицким князем. Однако в целом его могущество было велико, Венгрия стала одним из сильнейших феодальных королевств Европы.
После смерти Белы III снова началась война за престол между его двумя сыновьями: против короля Имре (1196—1204) выступил его младший брат Андраш II. Большинству венгров больше нравился весёлый и легкомысленный Андраш, чем слушавшийся священников Имре. В 1197 году Андраш одержал победу над войсками короля и вынудил брата уступить ему Хорватию и Далмацию. Но в 1199 году Имре нанёс ему поражение и заставил бежать в Австрию под защиту Бабенбергов. По миру в 1200 году братья договорились признать наследниками друг друга. В 1201 году Имре подчинил Сербию, в 1202—1203 гг. воевал с Болгарией, в конце концов провозгласил себя королём и Сербии, и Болгарии, но в войне с болгарским царём Калояном потерпел поражение. В 1204 году война за трон возобновилась. Имре прекратил войну смелым поступком: в одиночку явился в лагерь брата и потребовал от него капитуляции. Поражённый Андраш не осмелился сопротивляться и позволил королю увести себя в тюрьму. Затем братья снова примирились, но вскоре Имре неожиданно умер. Андраш стал опекуном его малолетнего сына Ласло III (1204—1205) и быстро захватил всю власть. Вдова Имре, Констанция Арагонская, бежала в Вену, но здесь Ласло III внезапно скончался от болезни.
Королём стал Андраш II Крестоносец (1205—1235). Он щедро раздавал королевские земли своим сторонникам и проводил авантюрную внешнюю политику; центральная власть при нём быстро ослабла. Много лет Андраш II посылал войска за Карпаты, в Галицко-Волынское княжество, которое раздирала жестокая борьба между претендентами после гибели могущественного князя Романа Мстиславича (1205 г.) Андраш даже провозгласил себя «королём Галиции и Лодомерии» (под «Лодомерией» понималось Волынское княжество со столицей во Владимире-Волынском). Однако все походы в итоге оказались безуспешными. Пока Андраш тратил силы в борьбе за Галич, Венгрией управляла его жена, королева Гертруда Меранская. Она раздавала земли своим фаворитам, которые безнаказанно совершали разного рода преступления; в конце концов недовольные вельможи устроили заговор и зверски убили королеву (1213 г.), причём Андраш наказал только главу заговорщиков, простив остальных, что возмутило его сына и наследника Белу. Андраш предпочёл отправиться в Палестину, став во главе Пятого крестового похода (1217—1221 гг.). Действия венгров в Палестине были в целом неудачны, после нескольких рейдов по мусульманской территории Андраш вернулся в Венгрию, уступив Асеням спорные города Браничев и Белград за свободный проход венгерской армии через Болгарию.
В отсутствие короля Венгрия окончательно впала в состояние анархии, феодалы практически вышли из подчинения, казна была расхищена. Младший сын Андраша II, Кальман (Коломан) в 1219 году был изгнан из Галича Мстиславом Удатным. Наконец, в 1222 году Андраш был вынужден подписать «Золотую буллу» — аналог «Великой хартии вольностей», изданной в Англии семью годами раньше. «Золотая булла» гарантировала права главным образом высших сословий и духовенства и официально позволила феодалам выступать против короля в случае ущемления их прав.
Андраш II пытался опереться на рыцарей Тевтонского ордена, которым предоставил место для поселения в Барцашаге (в Трансильвании), однако уже через несколько лет изгнал их из королевства, и в 1226 году они переселились в Прибалтику. Тем временем сын и наследник Андраша II, Бела, назначенный управлять Хорватией и Далмацией, начал отнимать там земли у своевольных магнатов. Андраш II сместил Белу и назначил на его место Кальмана, а Беле отдал под управление Трансильванию. Третьего сына, Андраша Младшего, король несколько лет упорно пытался возвести в Галиче, пока наконец Даниил Галицкий не выгнал венгерские войска. Андраш Младший умер во время этой войны, а корону в 1235 году наследовал его старший сын — Бела IV (1235—1270).

## Монгольское вторжение (XIII век) и его последствия

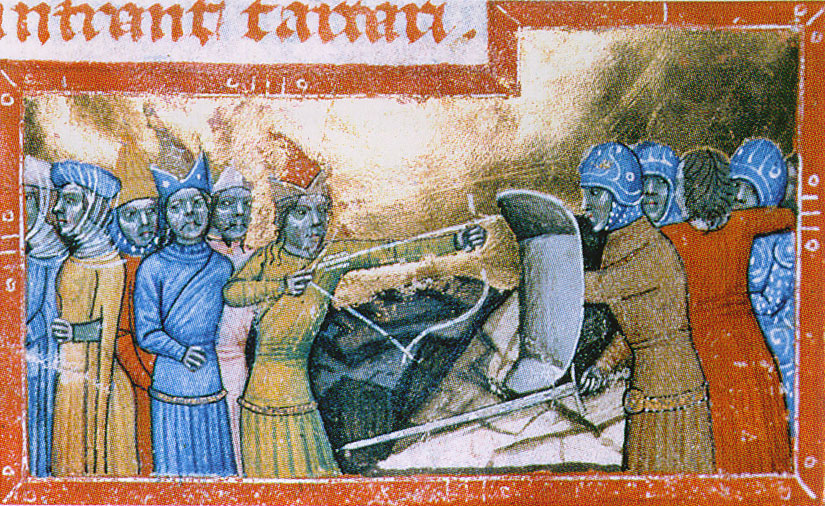
Монгольское завоевание Венгрии

Поход Бату-хана на запад, начавшийся в 1236 году, был во многом продиктован желанием монголов окончательно уничтожить половецкую орду, остатки которой укрылись на территории Венгрии после разгрома половцев в южнорусских степях. Весной 1241 года, опустошив Галицко-Волынское княжество, монгольская армия несколькими отрядами перевалила через Карпаты. Бату-хан прорвался в Венгрию на севере, через «Русские ворота», Бури и Кадан — через Молдавию в Трансильванию, а Бучек — через Валахию с юга. Главные силы под командованием Субэдея двигались по пути Кадана (одновременно значительная часть монгольского войска вторглась в Польшу и прошла через неё без особого сопротивления). Бела IV собирал войска под Пештом, в то время как передовые части венгров были разбиты 12 марта 1241 года.
14 марта несколько венгерских баронов, недовольных союзом короля с половецкой ордой, убили главного хана — Котяна, и других знатных половцев. После этого половцы оставили Белу и двинулись в Болгарию. Младший брат Бату-хана — Шибан вышел 15 марта к лагерю венгерского короля. Бела IV сначала придерживался оборонительной тактики, но когда венграм стало известно, что монгольские силы вдвое уступают им по численности, а немалую часть армии Бату-хана составляют русские новобранцы, он решил дать монголам сражение. Несколько дней монголы отступали, проделав примерно половину обратного пути до Карпат, затем 11 апреля 1241 года Бату внезапно атаковал армию Белы и нанёс ему полное поражение в битве на реке Шайо. Бела IV бежал в Австрию, к герцогу Фридриху II Воинственному, которому за помощь отдал свою казну и три западных комитата (с гг.[что?] Мошон и Шопрон). Монголы овладели всей территорией Венгрии к востоку от Дуная, уже назначали своих наместников и делали набеги на запад, доходя до окрестностей Вены. Но чешский король Вацлав I Одноглазый и австрийский герцог Фридрих Воинственный успешно отбивали все набеги монголов; хотя Кадан со своим отрядом прошёл через Хорватию и Далмацию до Адриатического моря, закрепиться в Венгрии монголы не успели.
В декабре 1241 года скончался монгольский каган Угэдей; по монгольским обычаям, на период до избрания нового кагана следовало прервать все военные действия и собраться на курултай в Монголии. Ожидалось избрание на престол Гуюк-хана, личного недоброжелателя Бату-хана. В этих условиях монголы решили уйти из Венгрии и в 1242 году начали отступление через Сербию и Болгарию в южнорусские степи.
После ухода монгольской армии Венгрия лежала в развалинах; путник мог ехать по стране 15 дней, не встретив по дороге ни одного человека; голод был так велик, что продавали даже человеческое мясо. Свирепствовали эпидемии, повсюду рыскали стаи волков, которые осаждали деревни. Однако Бела IV приложил все усилия, чтобы восстановить хозяйство, расселял на опустевших местах немцев (на севере) и влахов (на юго-востоке), пускал в страну евреев, а половцам (куманам) предоставил не только земли для кочевий (между Дунаем и Тисой), но и сделал их орду частью венгерской армии. Венгрия быстро ожила и снова сделалась сильным и могущественным королевством.

## Второй расцвет
Уже через четыре года после ухода монголов Венгрия под управлением Белы IV возродилась почти в прежнем состоянии. В 1242 году Бела отнял у австрийского герцога Фридриха Воинственного три западных комитата с городом Эстергом, в 1243—1244 годах неудачно воевал с венецианцами, которым уступил Задар. В 1243 году он выдал свою дочь Анну за наследника черниговского и галицкого престолов — бывшего новгородского князя Ростислава Михайловича, и в 1245—1250 годах опять принимал участие в династической борьбе за Галич, продолжавшейся и после монгольского нашествия. На этот раз Бела пытался возвести в Галицком княжестве уже не венгерского принца, а своего ставленника Ростислава. Однако неоднократные поражения заставили короля прекратить войну и заключить с Даниилом Галицким окончательный мир. Для своего зятя Ростислава Михайловича Бела IV создал особое наместничество — новый банат Мачва в северной Сербии (с центром в Белграде). Бан Ростислав долго правил в этой области, выдал свою дочь Елизавету (Эржебет) за юного болгарского царя Михаила I Асеня, после чего начал вмешиваться и в болгарские дела — как с помощью Белы IV, так и самостоятельно.
После смерти Фридриха Воинственного пресеклась династия Бабенбергов в Австрии. Бела IV попытался овладеть Австрией; началась борьба за наследство Бабенбергов, в которой принимали участие короли Чехии и Венгрии, галицко-волынский князь Даниил Романович и римская курия. В 1254 году Бела IV добился утверждения своей власти над Штирией, но в последующие годы борьба возобновилась. Венгры (с союзными куманами) потерпели поражение 12 июля 1260 года в битве при Кресенбрунне. В итоге Бела не удержал Штирию, которая в конце концов, вслед за Австрией, была присоединена к владениям чешского короля Пржемысла Отакара II (1261).
Последние годы правления Белы IV были омрачены борьбой со старшим сыном — Иштваном, который вынудил отца сначала передать ему Трансильванию, а затем разделить с ним королевство по Дунаю. Умирая, Бела даже передал управление королевством не законному наследнику Иштвану, а своей дочери Анне Венгерской, супруге бана Ростислава; однако её зятю Пржемыслу Отакару II не удалось защитить права Анны на регентство. Новый король Иштван V (1270—1272) заключил в 1270 году союз с королём Польши Болеславом V Стыдливым, а 21 мая 1271 года Иштван нанёс полное поражение чешской армии и заставил Пржемысла заключить мир. Но в 1272 году сам Иштван V умер молодым, и в стране началась долгая смута.
При малолетнем сыне Иштвана V — Ласло IV (1272—1290) стала править вдова Иштвана, куманка Эржебет, дочь хана Котяна. Её сторонникам удалось сорвать попытку захватить трон, которую предпринял молодой принц Бела, сын бана Ростислава. Затем в стране развернулась борьба феодальных клик, одну из них возглавлял клан Чаков, другую — кланы Кёсеги и Гуткелед. Началась многолетняя разорительная междоусобица. В 1277 году Эржебет, стремясь избавиться от опеки магнатов, провозгласила 15-летнего Ласло совершеннолетним, и его поддержали все, кто желал прекращения феодальной анархии. Ласло IV заключил союз с австрийским герцогом Рудольфом I Габсбургом и вместе они нанесли сокрушительное поражение чешской армии в битве у Сухих Крут (1278 год), могущественный Пржемысл II погиб, авторитет Ласло IV поднялся ещё выше. Но венгерские магнаты боялись усиления короля и особенно его опоры на куманов; папский легат Филипп, прибывший в Венгрию, обвинил короля в язычестве, потребовал крещения куман. Это вызвало конфликт между королём и его сородичами по матери: Ласло IV фактически отказался исполнять требование папы, в ответ легат отлучил от церкви короля и наложил интердикт на всю Венгрию. Королю пришлось выступить против куманов, к 1282 году он победил их и заставил подчиниться, но лишь убедился, что война с ними подорвала королевскую власть. Тогда молодой король бросил свой двор и ушёл в куманскую орду, стал жить в шатре, одеваться по-кумански; у венгров Ласло IV получил прозвище Кун, то есть Куман, Половец. Он теперь легко нарушал христианские обычаи, распутничал с легкомысленными половчанками, законную жену заточил в монастырь.
В 1285 году из Золотой Орды вторглась татарская армия под предводительством полководцев Ногая и Тулабуги; они дошли до Пешта и разорили восточную Венгрию. В 1287 году папа Николай IV даже поставил вопрос об организации крестового похода против Ласло, свержении венгерского короля и возведении его племянника Карла Мартелла Анжуйского — сына сестры Ласло, Марии, и короля Неаполя — Карла II Хромого. В 1290 году Ласло IV был зарублен в своём шатре тремя куманами — вероятно, наёмными убийцами; детей у него не было, и главная линия Арпадов пресеклась. На престол был возведён Андраш III (1290—1301), внук Иштвана V, сын венецианки Томазины Морозини.
Однако и Андраш III не мог править спокойно: утверждали, что его отец Иштван Постум был незаконнорождённый и его фактическим отцом являлся палатин Денеш (Дионисий). По этой причине претензии на престол помимо Карла-Мартелла выдвинули Альбрехт, сын Рудольфа I Габсбурга, и даже самозванец Андраш Славонский, якобы младший брат Ласло IV. Все правление Андраш III провёл в борьбе с мятежниками, сумел победить Альбрехта и женился на его дочери Агнессе, но подавить своеволие магнатов так и не смог. После его внезапной смерти в 1301 году началась борьба за наследство Арпадов. На престол выдвинули притязания сын чешского короля Вацлава II — будущий король Чехии Вацлав III (Ласло Чех, король Венгрии в 1301—1305), обручившийся с дочерью Андраша III; нижнебаварский герцог Оттон Виттельсбах (Отто, король Венгрии в 1305—1307), внук Белы IV, а также сын умершего в 1295 году Карла Мартелла — Карл-Роберт (Карой I), который короновался в Эстергоме ещё в 1301 году, но не сумел захватить трон. Большинство венгерских магнатов поддержали чешского претендента, однако на стороне Кароя выступили ставший королём Германии Альбрехт Габсбург, папа Бонифаций VIII и могущественный хорватский магнат Павел Шубич. В 1305 году Ласло Чех отказался от престола в пользу Отто, который был коронован под именем Белы V. Карой с успехом вёл против него военные действия; влиятельный трансильванский воевода Ласло Кан в 1307 году захватил Отто в плен и заставил покинуть страну. 19-летний Карой I оказался единственным претендентом и в 1308 году наконец стал королём, основав Анжуйскую династию. Однако крупнейшие магнаты — Ласло Кан и Матэ Чак — не подчинялись молодому королю; по всей Венгрии феодалы правили как независимые государи. Карой I (1308—1342) много лет потратил на то, чтобы восстановить королевскую власть. Наконец смерть Матэ Чака (1321) и свержение Младена Шубича (1322) позволила королю объединить Венгрию; в 1323 году он перенёс свою резиденцию из Темешвара в Вишеград.
Карой I сумел возродить экономику, опираясь на доходы от золотых рудников, умело провёл финансовую и таможенную реформы. Однако его внешняя политика, направленная в первую очередь на подчинение Боснии, Сербии и Валахии, была неудачной: в 1330 году он потерпел сокрушительное поражение от валашского господаря Басараба I, в 1336 году — от сербского короля Стефана Душана, в результате чего потерял Белград.
Сын Кароя I и Эржебет (Елизаветы, дочери польского короля Владислава Локотка и сестры Казимира III Великого) — Лайош (Людовик) I, носил королевский титул в 1342—1382 годах. Его правление традиционно считается периодом максимального расцвета военно-политического могущества Венгрии. При Лайоше I многие государства Балканского полуострова признавали своим сюзереном венгерского короля. В 1347 году Лайош предпринял большой поход в Италию, чтобы отомстить за смерть младшего брата — Андраша, убитого по приказу его жены Джованны I. Венгерская армия прошла через Верону, Романью, мимо Рима и в феврале 1348 года вступила в Неаполь. Лайош назначил по городам Неаполитанского королевства своих наместников, но эпидемия чумы, охватившая в то время Европу, вынудила его увести армию. В 1349 году венгры снова вторглись в Южную Италию под начальством Иштвана Лацкфи, воеводы трансильванского; королевство было охвачено жестокой войной между сторонниками Джованны и Лайоша. В 1350 году сам Лайош высадился в Италии и подступал к Неаполю, но покровительство папы Климента VI помогло Джованне заключить выгодный мир, в итоге венгры вынуждены были покинуть Неаполитанское королевство.
Эпидемия чумы обошла Венгрию стороной, поскольку она всё ещё оставалась сравнительно редко заселённой страной: в результате страны Западной Европы во второй половине XIV века пережили упадок, а Чехия, Венгрия, Польша и Литва — подъём. Походы в Италию поспособствовали развитию культуры среди венгров; Лайош поощрял образование, открывал школы, в 1367 году — академию. Он покровительствовал крестьянам и горожанам, заменил барщину оброком, сделал своей столицей Буду вместо Вишеграда. Лайош тоже предпринимал походы в Галицкую Русь, однако в итоге уступил эту страну своему дяде по матери, польскому королю Казимиру III. В 1353 году он отразил вторжение ордынских татар, вытеснил их из Молдавии. На Балканы Лайош предпринял больше дюжины походов, главным образом под лозунгом искоренения богумильской ереси. Против Венеции он заключил союз с Генуей, начал войну за далматинские города, действуя не только в Далмации, но и в Северной Италии. К началу 1358 года почти все города Далмации признали власть Венгрии, в том же году Лайошу I добровольно подчинился бан Боснии, Твртко I. Дубровник перешёл под протекторат Венгрии, с этого времени начался расцвет города, продолжавшийся до 1526 года.
Как сын Эржебет, сестры короля Польского Казимира III, не имевшего законного наследника, Лайош в 1370 году получил и польскую корону. Польско-венгерская уния (1370—1382) принесла Лайошу больше проблем, чем славы; поляки были недовольны тем, что он почти не бывал в Польше, отдав её в управление матери, Эржебет (Эльжбете), а она окружила себя венгерскими придворными; в Польше царила анархия, с этого времени здесь началось засилье шляхты.
У Лайоша тоже не было сыновей, поэтому он оставил Венгрию и Польшу своим дочерям — Марии и Ядвиге. При Марии (1382—1387) правила её мать Эржебет, дочь боснийского бана Степана Котроманича. Мария была обручена с сыном германского императора Карла IV Люксембурга — Сигизмундом. Однако враждебная партия в 1385 году сумела возвести на венгерский престол неаполитанского короля Карла III, под именем Кароя II (1385—1386). Карой II на короткий срок объединил два королевства, но уже в феврале 1386 года был убит в результате заговора, который организовала Эржебет. Против вдовствующей королевы, в свою очередь, выступили хорваты, которые поддержали претензии на венгерский престол сына Кароя II — Владислава, ставшего королём Неаполя. В 1387 году хорваты захватили в плен Эржебет и Марию, при этом Эржебет была убита, а Марию вызволил Сигизмунд Люксембург, который привёл свои войска в Венгрию и стал королём (Жигмонд, 1387—1437).
В правление Жигмонда феодалы снова усилились, хорваты вообще отложились при поддержке Владислава Неаполитанского (не оставившего своих претензий) и Твртко I, короля Боснии. В 1395 году Жигмонд нанёс хорватам решительное поражение, после чего возглавил крестовый поход против турок, которые к этому времени начали делать набеги на земли южных вассалов Венгрии. Однако 25 сентября 1396 года турки под предводительством Баязида I в Никопольском сражении наголову разгромили войско крестоносцев. После этого феодальная анархия в Венгрии усилилась, хорваты снова вышли из-под контроля, Владислав в 1403 году в Загребе возложил на себя венгерскую корону. Война закончилась в 1409 году: Жигмонд сохранил трон, а в 1410 году добился короны императора «Священной Римской империи». В дальнейшем он много занимался германскими делами, а также борьбой против гуситов в Чехии. Однако венгры немало гордились императорским титулом Жигмонда и больше не пытались свергнуть его с трона. Зато с юга венграм начали грозить турки, которые уже покорили Македонию, Болгарию и Албанию и совершали разорительные набеги на Боснию, Валахию, Сербию, всё чаще вторгались в южные провинции Венгрии.
Зять и наследник Жигмонда Альберт правил недолго (1438—1439) и умер, оставив сына Ласло V. Но воинственная партия призвала на престол молодого короля Польши Владислава III и в 1440 году короновала его под именем Уласло I — надеясь, что он успешно возглавит борьбу против турок, которые в этом году уже осаждали Белград. Главными союзниками Уласло I стали два сильнейших магната — Миклош Уйлаки и Янош Хуньяди, сын выходца из Валахии; опираясь на них, Уласло I победил сторонников Ласло Габсбурга, затем возглавил новый крестовый поход против турок (1443—1444). Первоначально кампания была успешна, турки вынуждены были заключить мир, согласившись на признание независимости Албании и Сербии. Но сторонники войны были возмущены, они требовали освобождения Болгарии, мечтали дойти до Иерусалима. Они уговорили молодого короля нарушить мир и возобновить поход. В 1444 году султан Мурад II нанёс полное поражение крестоносцам в битве при Варне, Уласло пал в бою, турецкие набеги возобновились.

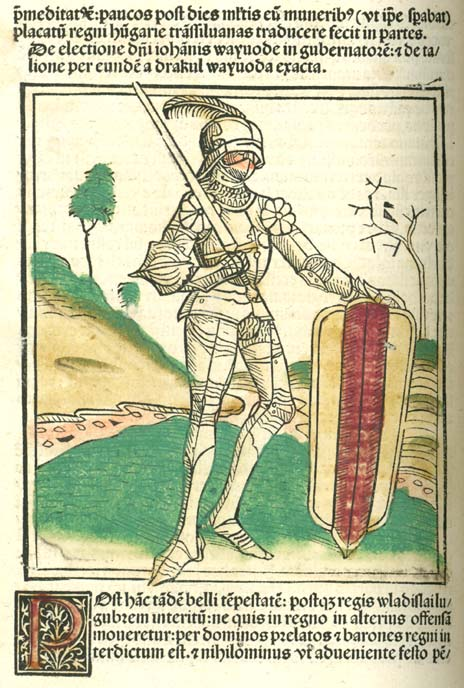
Янош Хуньяди

Сторонники Уласло пошли на компромисс с германским императором Фридрихом III Габсбургом, поддерживавшим претензии своего родственника Ласло V. Он был признан королём Венгрии (1444—1457), а Янош Хуньяди — регентом (1446—1452). Малолетний Ласло V до 1453 года находился в Австрии, фактически в полном распоряжении Фридриха III, а Венгрия, ослабляемая набегами турок, продолжала оставаться в состоянии междуцарствия. Партию Ласло V поддерживал чешский полководец Ян Гишкра, подчинивший себе всю Словакию, союзник гуситской Чехии. В 1453 году Ласло V стал наконец королём Венгрии, при нём стал править соперник Яноша Хуньяди — словенский граф Ульрик Циллеи. Хуньяди продолжал править на юге, отражая набеги турок, нередко своими силами. В 1456 году он нанёс турецкому султану Мехмеду II Завоевателю сокрушительное поражение в сражении под Белградом (считается, что эта битва на 80 лет отсрочила падение Венгерского королевства). Однако вскоре Янош Хуньяди умер от чумы. Его старший сын Ласло Хуньяди убил Ульрика Циллеи и в свою очередь был убит королём Ласло V. Вдова Хуньяди и его свояк, Михай Силадьи, подняли мятеж; Ласло V, опасаясь мести семьи Хуньяди, бежал в Прагу, захватив в качестве пленника младшего сына Яноша, 14-летнего Матьяша Хуньяди. Но в ноябре 1457 году умер и сам король Ласло V (тоже от эпидемии), его линия пресеклась, трон Венгрии оказался вакантным. Громкая слава Яноша Хуньяди побудила мелкое дворянство и горожан в январе 1458 года провозгласить королём Матьяша, при котором Венгерское королевство пережило последний период расцвета.
Матьяш I Хуньяди (1458—1490) получил прозвище Корвин (Ворон), так как эта птица была изображена на его гербе. Матьяш был неутомимым воином, хорошим правителем и образованным меценатом. Первые годы его правления прошли среди усобиц и борьбы враждующих группировок феодалов, главными соперниками были предводитель баронов Михай Силадьи и архиепископ Эстергома, просветитель и гуманист, хорват Янош Витез. Последний одержал победу и стал канцлером; его союзник, чешский король-гусит Йиржи Подебрад, выдал свою дочь Каталину замуж за Матьяша. Совместными усилиями Матьяша и Витеза было создано регулярное войско — «Чёрная армия». Матьяш Корвин успешно отражал набеги турок, которые к 1459 году окончательно завоевали Сербию, а в 1463 году — Боснию. В 1464 году Матьяш отнял у турок ключевую боснийскую крепость — Яйце, но смерть папы Пия II в том же году положила конец надеждам на организацию общеевропейского крестового похода против Османов.
Это побудило Матьяша выдвинуть новую стратегию борьбы с турками — создания на Дунае сильной монархии, включающей соседние христианские страны. Поэтому Корвин перенёс центр тяжести своей внешней политики на запад. Поскольку его жена Каталина скончалась в 1464 году, союз между Чехией и Венгрией ослабел. В 1466 году Матьяш развязал против Йиржи Подебрада т. н. Богемскую войну (1466—1478). В ходе этой войны к Венгрии были присоединены Моравия и Силезия; преемник Подебрада — Владислав Ягеллон, сын польского короля Казимира IV — удержал лишь Чехию и Лужицы. В 1482 году Матьяш начал войну против германского императора Фридриха III и в 1485 году взял Вену, отняв у Габсбургов их наследственные владения. Под власть Корвина перешли Австрия, Штирия и Каринтия. Придворная «Chronica Hungarorum» Яноша Турочи объявила венгров потомками гуннов, а Корвина — «вторым Аттилой».
Венгрия при короле Матьяше I переживала ещё невиданный культурный расцвет, огромная королевская библиотека стала крупнейшей в Европе. В 1476 году Матьяш женился на дочери неаполитанского короля Ферранте I — Беатрисе; она была популярна в народе, поощряла просветительскую деятельность короля. По просьбе Беатрисы Матьяш отправил в Италию генерала Балаша, который в 1481 году отнял у турок город Отранто, захваченный накануне Мехмедом II. Однако брак с Беатрисой был омрачён отсутствием сыновей, в результате Матьяш решил отдать престол своему незаконному сыну Яношу Корвину. Но магнаты не пожелали его коронации и выдвинули кандидатуру Владислава Ягеллона, короля Чехии. В 1490 году Янош Корвин был разгромлен в битве у горы Чонт и примирился с выбором магнатов, получив титул герцога Славонии.

## Упадок Венгрии (1490—1526)
В 1490 году венгерский престол занял чешский король Владислав II Ягеллон под именем Уласло II (1490—1516); в правление Уласло II и его сына Лайоша II Чехия и Венгрия были на 36 лет объединены личной унией. Воцарение Уласло сопровождалось потерей всех завоеваний Матьяша Хуньяди: сын императора Фридриха III Максимилиан Габсбург без особого труда отвоевал Австрию, а Силезия и Моравия в результате венгро-чешской унии воссоединились с Чехией.
Став королём Венгрии, Уласло II переехал в Буду и с тех пор мало занимался чешскими делами; но королевская власть при нём пришла в упадок не только в Чехии, но и в Венгрии. Новый король никогда не оспаривал решения королевского совета, получив среди венгров прозвище «Владислав Добже» (или «Владислав Бене»), поскольку почти на каждое предложение отвечал «Хорошо!». По требованию дворянства Беатриса, вдова Матьяша, вышла замуж за Уласло II. Влиятельной фигурой стал канцлер Тамаш Бакоц, архиепископ Эстергома, чья блестящая карьера началась при Матьяше с рядового чиновника. В целом время правления Уласло II стало самым безмятежным периодом со времён Жигмонда. Но после смерти Матьяша Корвина турки приободрились, и набеги на Венгрию снова стали регулярными.
Уласло II настолько подчинялся воле дворянства во всех вопросах, что в его правление не возникло ни одного мятежа либо заговора. Феодалам удалось добиться отмены многих прогрессивных нововведений. В то время как во всей Европе создавались централизованные монархии, венгерские дворяне именно в этот период настояли на отмене военного налога, что означало роспуск наёмной (то есть регулярной) армии; в интересах дворян был издан декрет, обязывающий города и местечки, не имеющие статуса королевских, выплачивать натуральную десятину местным феодалам. К концу XV века к венгерским дворянам перешло преобладание как в государственном совете, так и в королевском суде. Наконец, в правление Уласло II был принят ряд законов, санкционировавших закрепощение крестьян и резкое увеличение барщины.
В то же время рост цен на сельскохозяйственные продукты в Западной Европе стимулировал развитие венгерской экономики, однако всеми выгодами от роста экспорта пользовалось привилегированное сословие. Внутри этого сословия тоже усилилась борьба — между крупными магнатами и основной массой венгерского дворянства. В 1498 году государственное собрание установило перечень 41 крупного землевладельца, которые имели право и обязанность содержать собственные войска. В 1503—1504 годах обострилась борьба между дворянами и магнатами по вопросу о назначении палатина, а в 1504 году — из-за наследства умершего Яноша Корвина. Победу одержали дворяне и их кандидат на наследство Янош Запольяи, хорват по происхождению, воевода Трансильвании, который вскоре стал лидером «дворянской партии».
В 1505 году дворяне провели закон о запрете наследовать корону любому иностранцу — вопреки желанию Уласло II, Габсбурга по матери, передать трон австрийским Габсбургам в случае прекращения венгро-чешской линии Ягеллонов. В 1506 году Уласло II заключил соответствующее соглашение с правителем Австрии Максимилианом I, вызвав возмущение венгерских дворян, которое сгладило только рождение в том же году наследника от третьей жены короля, Анны де Фуа.
В 1512 году османский престол занял султан Селим I Явуз (Грозный), который возобновил агрессивную политику, турки начали набеги на южные области Венгрии. В 1513 году папа Лев X поручил организацию нового крестового похода против турок епископу Тамашу Бакоци, бывшему крепостному крестьянину, возвысившемуся при Матьяше Корвине и ставшему крупным эстергомским землевладельцем. Тамаш Бакоц в короткий срок собрал сорокатысячное войско куруцев (крестоносцев), во главе которого встал мелкий дворянин Дьёрдь Дожа, происходивший из трансильванских секеев. Венгерские феодалы, встревоженные созданием огромной крестьянской армии, испугались их выхода из-под контроля и в мае 1514 года вынудили короля отменить крестовый поход. Возмущённые куруцы открыли военные действия против феодалов, летом 1514 года восстание охватило большую часть Венгрии. 15 июля руководители дворянской армии — Иштван Батори и Янош Запольяи нанесли решающее поражение восставшим, Дьёрдь Дожа был взят в плен и 20 июля казнён с невиданной ранее жестокостью: посажен на раскалённый трон и коронован раскалённой железной короной. К осени восстание было подавлено, при этом феодалы истребили до 50 тыс. мятежников. В октябре — ноябре 1514 года были приняты законы, ещё больше ухудшившие положение венгерских крестьян: были утверждены разделение на сословия, прикрепление крестьян к земле на вечные времена, еженедельная барщина и т. д. Силы венгерской нации были окончательно подорваны.
Сын Уласло II — 10-летний Лайош II (1516—1526) первые годы правил под опекой своего дяди, польского короля Сигизмунда I Ягеллона. Ещё в 1515 году его женили на принцессе Марии Австрийской (дочери испанского короля Филиппа I Красивого), а его сестра Анна вышла замуж за наследника австрийского трона Фердинанда I. Однако, несмотря на поддержку своей умной и талантливой жены, Лайош II был не в силах обуздать феодальную анархию, в которую всё глубже погружалась Венгрия. В 1521 году султан Сулейман I Кануни захватил Белград. В 1522 году Лайош II был объявлен совершеннолетним. Он пытался заручиться поддержкой европейских королей против Османов, обращался к папе римскому, дожу Венеции, к Польше, Англии и Австрии. Однако венгерских послов повсюду встречали холодно, в самой Венгрии Лайошу уже не подчинялось большинство дворян.

## Турецкое завоевание

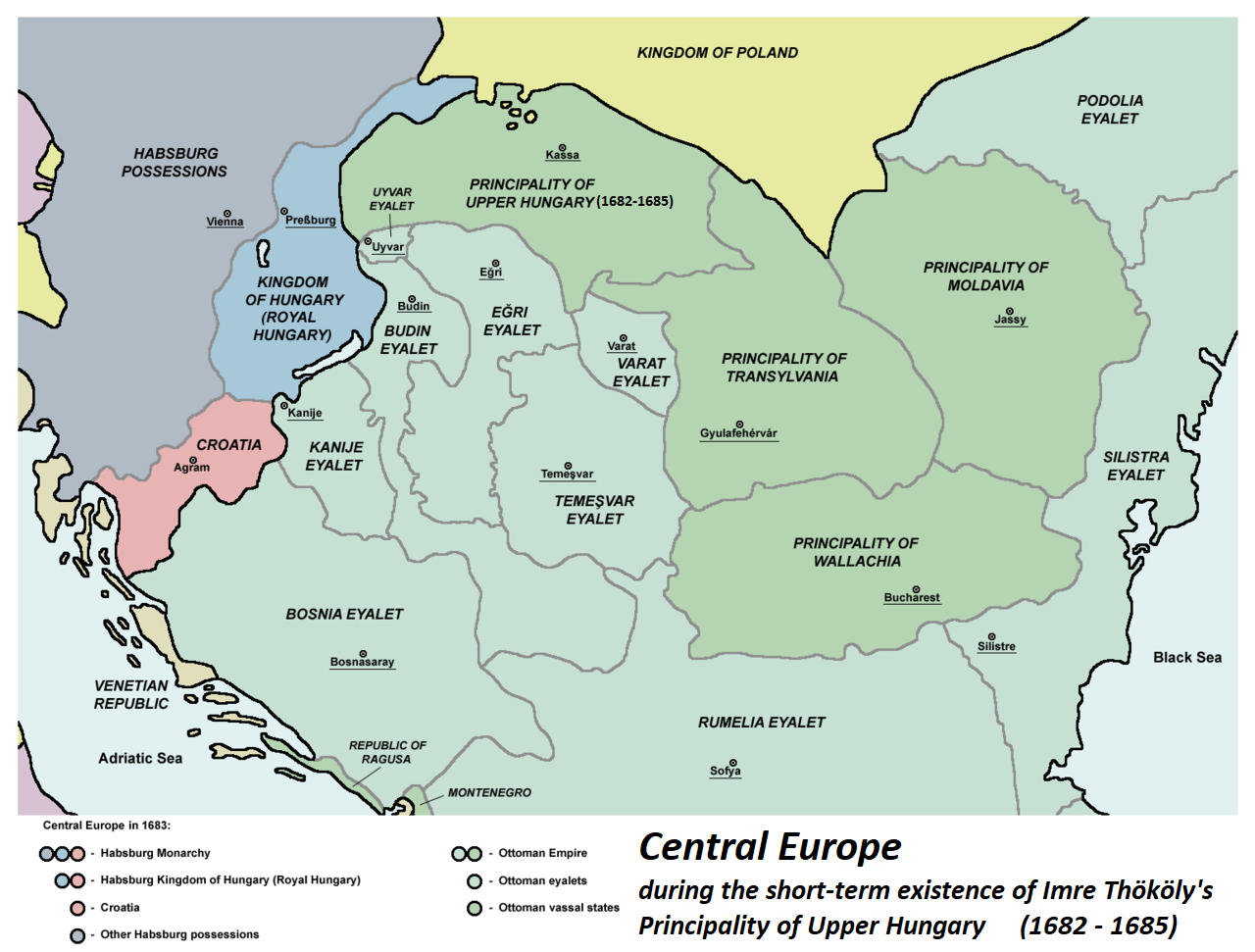
Венгрия в 1683.

29 августа 1526 года в битве при Мохаче пятидесятитысячная армия османского султана Сулеймана I во главе с великим визирем Ибрагим-пашой нанесла двадцатипятитысячному венгерскому войску жестокое поражение: главной причиной стала наступившая феодальная анархия, многие венгерские дворяне не явились на призыв короля, феодалы так и не решились вооружить крестьян. Лайош II утонул в болоте во время бегства, через 12 дней Сулейман вступил в столицу, которая сдалась туркам без боя.
Турки грабили все земли до Пешта и Балатона, только в первый год вывели в плен до 200 тысяч человек. Вдовствующая королева Мария бежала в Пожонь; в сентябре 1526 года Фердинанд I Габсбург был избран королём чешским, но венгерским королём на сейме в Секешфехерваре 11 ноября провозглашён Янош Запольяи. Однако Фердинанд, подкупив многих вельмож, 17 декабря 1526 года был избран и королём Венгрии. На территории Венгрии, ещё не попавшей под власть турок, началась многолетняя война между сторонниками Фердинанда и Яноша Запольяи, при этом венгерские феодалы постоянно переходили из одного лагеря в другой, преследуя только собственные выгоды. Между тем в 1527—1528 гг. турки взяли все венгерские крепости на Дунае, овладели всей Боснией, Хорватией, Славонией. После разграбления Рима в 1527 году войска Габсбургов были переброшены в Венгрию и нанесли ряд поражений Яношу Запольяи. Тогда в январе 1528 года Запольяи, согласно договору в Стамбуле, отдался под защиту Сулеймана. В марте 1528 года войска Габсбургов одержали новую победу над Запольяи, которому пришлось бежать в Польшу. В ответ Сулейман I в 1529 году снова выступил в поход, в августе 1529 года турки и венгерские приверженцы Запольяи заняли Буду и восстановили короля Яноша на троне. Против Фердинанда Сулейман двинулся дальше, в Австрию, в сентябре—октябре 1529 года турки осаждали Вену, не смогли взять город, но продолжали поддерживать Яноша Запольяи. Переговоры между Австрией и Турцией были неудачны, в 1532—1533 гг. состоялась новая война между турками и австрийцами на территории Венгрии; брат Фердинанда, император Карл V, искусно оборонялся в Австрии и не пропустил турок вглубь Германии. 23 июля 1533 года в Стамбуле был заключён первый австро-турецкий мирный договор, согласно которому большая часть Венгрии оказалась под властью Яноша Запольяи и в вассальной зависимости от турок, а земли на западе и северо-западе Венгрии отошли к Австрии, обязавшейся за это ежегодно выплачивать султану 30 тыс. дукатов.
В 1530—1534 гг. фактическим регентом Венгрии был Альвизе Луиджи Гритти (незаконный сын дожа Андреа Гритти), друг Ибрагим-паши и доверенное лицо Сулеймана. Гритти играл роль посредника между Сулейманом и Запольяи, но ввязался в авантюры, попытался подорвать власть Запольяи, а в июле 1534 года убил в Трансильвании одного из его главных сторонников — надьварадского епископа Имре Цибака. Но трансильванские магнаты с помощью молдавского господаря Петра Рареша в сентябре 1534 года напали на лагерь Гритти, он был захвачен в плен и подвергся жестокой казни. Позиции Яноша Запольяи постепенно слабели, папа отлучил его от церкви; долгое время у Запольяи не было прямых наследников, и мало-помалу он стал склоняться к идее признать Фердинанда Габсбурга своим наследником в Венгрии.
24 февраля 1538 года в Надьвараде был заключён мир между сторонниками Фердинанда и Запольяи, согласно которому Фердинанд был признан единственным претендентом на трон, а возможные наследники Запольяи получали щедрое вознаграждение. Но в 1539 году Янош Запольяи женился на Изабелле, дочери польского короля Сигизмунда I, 7 июля 1540 года новая королева родила сына — Яноша Жигмонда, а 22 июля 1540 года Янош Запольяи умер, взяв клятву со своих баронов, что они откажутся выполнять условия Надьварадского мира. Всемогущий советник и последний казначей умершего короля Дьёрдь Мартинуцци («брат Дьёрдь», варадский епископ) добился того, что младенец Янош Жигмонд был избран королём под именем Яноша II и признан Стамбулом. Фердинанд I решил захватить владения Яноша Жигмонда, послал войска в Буду; началась австро-турецкая война 1540—1547 гг. Сулейман выступил в поход под лозунгом защиты прав Яноша Жигмонда, в августе 1541 года снова овладел Будой, в 1543 году захватил Эстергом, Секешфехервар, Тату, Печ и Шиклош, затем ещё ряд крепостей между Дунаем и Тисой. Таким образом, в ходе этой войны Венгрия была разделена на три части: центральные и южные районы перешли под непосредственную власть турецкого султана, западные вошли в состав владений Габсбургов (урезанное Венгерское королевство под контролем австрийцев и со столицей в Пожони), восточные составили владения Яноша Жигмонда, постепенно превратившиеся в новое государство — княжество Трансильвания. Буда стала центром вилайета Венгрия, подразделявшейся на санджаки. Бейлербей Буды носил титул паши и являлся военным, административным и судебным правителем вилайета. Он имел право вызывать на помощь войска соседнего, созданного ранее вилайета Босния, а также другого эйялета, с центром в Темешваре, учреждённого несколько позже.
Далеко не все венгры оказывали сопротивление завоевателям: крестьяне юго-востока воспринимали турок как освободителей от засилия местных феодалов, обложивших их непосильными поборами. Турки стремились обеспечить себе поддержку со стороны венгерских крестьян и обращались с ними очень мягко, особенно старались оказывать покровительство городам. Дань Османам с Трансильвании была невелика, на землях султана венгерские крестьяне тоже не были чрезмерно обременены налогами. Никаких гонений на христианскую веру в венгерских владениях Османов не наблюдалось, хотя переход в ислам всячески поощрялся. Трансильвания вообще превратилась в уникальный островок веротерпимости посреди охваченной религиозными войнами Европы, здесь мирно сосуществовали католичество, православие, протестантизм и униатская церковь, что было подтверждено трансильванским сеймом 1571 года в Тыргу-Муреше. Период османского протектората стал периодом культурного расцвета Трансильвании, который начался уже вскоре после битвы при Мохаче; тогда же зарождается культ короля Матьяша, чей авторитаризм теперь казался благословением.
В 1566 году Венгрия вновь стала полем соперничества между Османами и Габсбургами: престарелый султан предпринял свой последний поход на Венгрию и умер при осаде крепости Сигетвар. В 1570 г. Янош Жигмонд и Максимилиан II подписали договор в Шпейере, по которому Янош Жигмонд отрёкся от венгерской короны, за что был признан Габсбургами князем Трансильвании (как вассального княжества в составе Венгрии) и получил длинный титул princeps Transsylvaniae et partium regni Hungariae dominus («князь Трансильвании и правитель части Венгрии»). Эта структура сохранилась и после смерти Яноша Жигмонда, хотя на нём пресеклась династия Запольяи. Янош II хотел оставить княжество своему казначею Каспару Бекешу, но трансильванская знать провозгласила князем Иштвана Батори (1571—1576), после чего установилась практика выборности трансильванских князей, которые лишь иногда передавали трон от отца к сыну.
Наконец, Королевская Венгрия, остававшаяся под властью Габсбургов, существовала как составная часть австрийского государства со столицей в Пресбурге (Пожони). Сразу после избрания венгерским королём Фердинанд I создал своё правительство (губерниум), главой которого был палатин; если этот пост оказывался вакантным, управление получал один из венгерских архиепископов или епископов. Семьи Баттяни, Батори, Эрдеди, Надашди, Зриньи и другие венгерские кланы занимали в Пожони высокие должности или, возглавляя комитат, имели под командованием многочисленные группы среднего дворянства. Они содержали значительные частные армии и роскошные дворы. Сословия Королевской Венгрии ревностно отстаивали свои права перед Габсбургами, и автономия венгров в составе Австрии была отнюдь не номинальной.
В XVI веке в Венгрии, особенно в Трансильвании, быстро распространяется кальвинизм, который заставил сильно потесниться католическую церковь, хотя реформация и не восторжествовала полностью. Чрезвычайная популярность протестантизма в народе объяснялись тем, что он давал удовлетворительные ответы на вопросы, волновавшие венгерское общество. Согласно католической трактовке, турки были небесной карой, ниспосланной на венгров за грехи; по протестантской концепции, венгры были богоизбранным народом, подвергнутым суровым испытаниям: доказав твёрдость своей веры, венгры будут освобождены от власти чужеземцев. Протестантское вероучение уделяло особое внимание системе образовательных учреждений всех уровней; даже в самых бедных приходских школах самых маленьких трансильванских сел можно было найти превосходных школьных учителей; при Матьяше обычной книгой считался иллюстрированный рукописный сборник, стоивший целое состояние, а всего столетие спустя печатное издание Гомера можно было купить на рынке по цене, равной стоимости килограмма мяса или галлона вина.

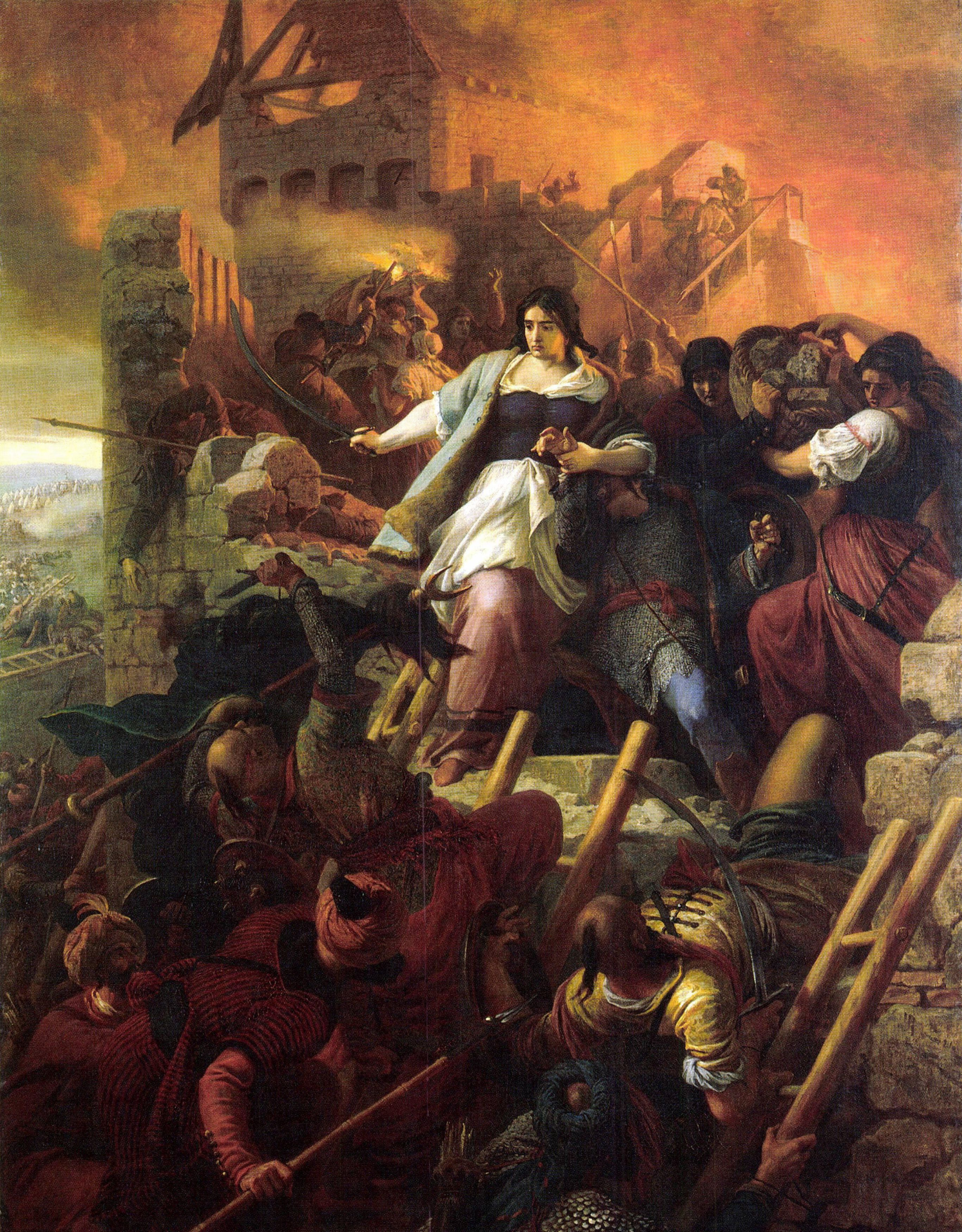
Осада Эгера (1552)

Ещё три австро-турецкие войны (1551—1562, 1566—1568, 1592—1606) привели к незначительному расширению османских владений в Венгрии. Успешное наступление австрийцев в 1590-х годах было сведено на нет католическими фанатиками, которые в короткий срок вызвали возмущение населения на землях, отвоёванных у турок. В 1604 году император Рудольф II восстановил здесь прежние законы против еретиков; ответом стало мощное восстание в Трансильвании, его возглавил магнат-кальвинист Иштван Бочкаи, его сторону приняли гайдуки, боровшиеся ранее против Османов. В 1605 году Бочкаи вторгся в Венгерское королевство, его отряды дошли до Штирии. Брат Рудольфа II — Маттиас, наместник императора в Венгрии, — фактически выступил против императора, овладел властью в Венгрии и поспешил примириться с венгерскими протестантами. 23 июня 1606 года по договору в Вене Маттиас признал за венгерскими дворянами и городами свободу вероисповедания и уступил Бочкаи семь горных комитатов Венгрии.
По Ситваторокскому (Живаторокскому) мирному договору между Австрией и Турцией император освобождался от уплаты дани за единовременную компенсацию в 200 тыс. форинтов. Тогда же умер Иштван Бочкаи, в Трансильвании власть захватил Жигмонд Ракоци. Маттиас открыто выступил против Рудольфа, в 1608 году стал королём Венгрии под именем Матьяша II (1608—1618), а в 1612 году сверг брата и с австрийского престола, вновь объединив габсбургские владения. Маттиас заплатил за венгерскую корону реставрацией всех привилегий венгров времён Ягеллонов: палатин был уполномочен заменять монарха в его отсутствие, без согласия сеймов король не имел права объявлять войну, из крепостных гарнизонов он должен был удалить всех офицеров, кроме венгров. В Трансильвании в том же году власть захватил Габор Батори, эксцентричный гуляка и вольнодумец, который был склонен к авантюрам и в 1610—1611 гг. временно завоевал Валахию. В 1613 году князем стал Габор Бетлен (1613—1629), чьи личность и достижения часто сопоставляют с образом Матьяша Хуньяди.
Габор Бетлен, «венгерский Макиавелли», усердный кальвинист, сторонник Османов, создал регулярную армию, жестоко подавлял своеволие магнатов, покончил с анархией; он был безжалостен при сборе податей, наполнив княжескую казну. Он отличался веротерпимостью, финансировал перевод Библии, осуществлявшийся иезуитом Дьёрдем Кальди, позволял православным румынам иметь своего епископа и укрывал анабаптистов. Вмешавшись в Тридцатилетнюю войну, он в 1619 году захватил Словакию, затем и Пожонь, в ноябре—декабре 1619 года даже осаждал Вену в союзе с восставшими чехами. В январе 1620 года Габор Бетлен на государственном собрании в Пожони был избран князем Венгрии (1620—1622); то же собрание приняло решение об уравнении в правах лютеран, кальвинистов и католиков, об изгнании иезуитов. Однако удержать власть над обеими частями христианской Венгрии Бетлен не сумел: победы Габсбургов заставили его заключить 6 января 1622 года почётный Микуловский (Никольсбургский) мир, по которому за отказ от венгерской короны он получил семь спорных комитатов и титул герцога Германской империи; в этом документе вообще не было упомянуто о претензиях Габсбургов на Трансильванию. Бетлен ещё несколько раз вступал в войну с австрийцами, но своего успеха больше не повторил. Однако его вес на политической арене был очень велик, а культурный расцвет Трансильвании поражал европейских гостей. «Здесь нет ничего варварского!» — воскликнул посланник одной из западных стран в 1621 году при посещении княжеского двора в Дьюлафехерваре, не сумев скрыть своего изумления. Княжеский дворец был перестроен в величественной манере итальянскими архитекторами и скульпторами; они обильно украсили его фресками, лепными потолками, фламандскими и итальянскими гобеленами. Различные экзотические предметы его убранства, балы, театральные постановки, музыкальные концерты, проводившиеся в его стенах, равно как и учтивость придворных манер, соответствовали всем высшим представлениям об изысканности, господствовавшим в те времена.
В 1629 году Габор Бетлен умер, и его вдова Каталина Бранденбургская, непопулярная и неопытная, не удержала власть. Семь комитатов после смерти Бетлена были возвращены Габсбургам. В 1630 году трансильванские феодалы избрали князем Дьёрдя Ракоци I (1630—1648), его правление считается последним этапом «золотого века» Трансильвании, где правили по-прежнему венгры (Ракоци всё больше опирался на кальвинистов, сузив рамки веротерпимости). Дьёрдь Ракоци I тоже проводил независимую внешнюю политику, вмешивался в усобицы в Молдавии и Валахии, а в 1643 году заключил союз со Швецией и возобновил войну против Австрии, при поддержке местного населения снова завоевал всю Словакию, и в 1645 году трансильванцы вместе со шведами совместно осаждали Брно. Однако под давлением Стамбула Дьёрдь Ракоци I в том же году пошёл на сепаратный Линцский мир (декабрь 1645 г.) с Фердинандом III, закрепив за собой семь комитатов и получив титул имперского князя.
Сын и наследник Дьёрдя Ракоци I — Дьёрдь Ракоци II (1648—1660) продолжал антигабсбургскую политику, но надеялся освободиться и от власти турок, подчинил Валахию и Молдавию; в борьбе за влияние в этих княжествах сначала столкнулся с Богданом Хмельницким, в мае 1653 года помог своему союзнику Матею Басарабу победить его сына Тимоша Хмельницкого в битве под Финтой. Однако вскоре Дьёрдь Ракоци II решил воспользоваться вторжением шведов в Речь Посполитую и добиться для себя польского трона, подобно Стефану Баторию. Трансильванцы вторглись в Польшу в союзе со шведами и запорожцами, но поляки навели на них татар, а султан Мехмед IV лишил Дьёрдя Ракоци II княжеской власти; в 1658—1662 гг. турки и татары жестоко опустошили Трансильванию. Экономическому процветанию княжества пришёл конец, в июне 1660 года Дьёрдь Ракоци II был смертельно ранен в битве с турками. Его сподвижник Янош Кемени не удержал власть, в 1661 году турки возвели в Трансильвании своего послушного ставленника Михая Апафи (1661—1690).
В 1663 году началась новая австро-турецкая война. По Вашварскому миру 10 августа 1664 года между Австрией и Турцией османские войска были выведены из Трансильвании, но она осталась под верховной властью султана, в нескольких трансильванских крепостях — Нове-Замки (Эршекуйвар), Орадя (Надьварад), Зеринвар (Уйзриньивар) — разместились турецкие гарнизоны, а размер дани, отправлявшейся в Стамбул, был резко повышен. Общий кризис в Османской империи привёл к ухудшению положения населения её венгерских провинций. Тем не менее новые восстания куруцев, последовавшие в 1670-х годах в северной Венгрии, были направлены не против Турции, а против Австрии. Мятежников поддерживал Людовик XIV. Первое восстание началось в 1672 г., но куруцы были быстро разбиты; в 1678 году их возглавил дворянин Имре Тёкёли, которому удалось захватить большую часть Королевской Венгрии. Некоторое время он лавировал между Стамбулом и Веной, но в 1682 году заключил союзный договор с Мехмедом IV, что стало причиной похода турок на Вену и в итоге закончилось падением османского господства в Венгрии.

## Под властью Габсбургов (1687—1867)
В 1683 году османская армия предприняла попытку похода на Вену, её осада завершилась сокрушительным поражением турок. После этого началась война Священной лиги против Османской империи (1684—1699). В 1686 году австрийцы осадили Буду (в осаде приняли участие 15 тысяч венгров) и после 2,5 месяцев осады взяли её 2 сентября 1686 года; столица Венгрии, представлявшая собой сплошное пепелище, была отдана на трёхдневное разграбление. Это событие отмечала вся Европа: от Рима до Амстердама и от Венеции до Мадрида победу праздновали салютом, народными гуляньями и благодарственными процессиями, папа провозгласил день взятия Буды религиозным праздником. До конца 1686 года были взяты также Печ и Сегед; поражения были столь велики, что турки впервые за всю историю Османской империи сами предлагали мирные переговоры. Буда лежала в развалинах, и австрийцы не спешили возрождать её, наместнический совет оставался в Пожони ещё при Иосифе II. В 1687 году австрийцы завоевали Трансильванию (Михай Апафи вынужден был принять покровительство императора), Хорватию, Славонию; этот год был отмечен кровавой расправой габсбургских войск над массой венгерских протестантов (резня в Пряшеве).
В 1687 году на сейме в Пожони венгры по предложению австрийского императора Леопольда I признали наследственные права на венгерскую корону за мужским коленом Габсбургов: они могли теперь вступать на венгерский трон без всяких выборов. Статья Золотой Буллы 1222, дозволявшая восстание против нарушившего конституцию короля, была отменена. Королём Венгрии объявлен Йожеф (Иосиф) I, старший сын Леопольда I.
В 1690 году умер Михай Апафи, и Вена отказалась признать его сына Михая II законным наследником; Имре Тёкёли с помощью турок сумел восстановить независимость Трансильвании, но в том же году она была окончательно завоёвана австрийцами. Успешное контрнаступление турок окончилось их тяжёлым поражением в битве при Зенте (1697 г.), после которой вся территория бывшего Венгерского королевства, за исключением Баната, оказалась под властью Габсбургов (согласно Карловицкому миру 1699 г.). Банат был присоединён после новой австро-турецкой войны согласно Пожаревацкому миру 1718 года.
После освобождения Венгрии австрийцы повели себя там, как в завоёванной стране: от своих новых владений они ждали в основном денег, чтобы покрыть дефицит бюджета, начали самовольно вводить новые налоги и с большой строгостью собирать их, нарушали венгерскую конституцию, даже попытались упразднить национальный сейм. Всех землевладельцев, имевших собственность в отвоёванных районах, обязали представить документы, при отсутствии которых их поместья продавались с аукциона — генералам, аристократам и армейским снабженцам; венгерские полки были расформированы, а оборона южной границы поручена сербам, в Задунавье были расселены немцы-католики.

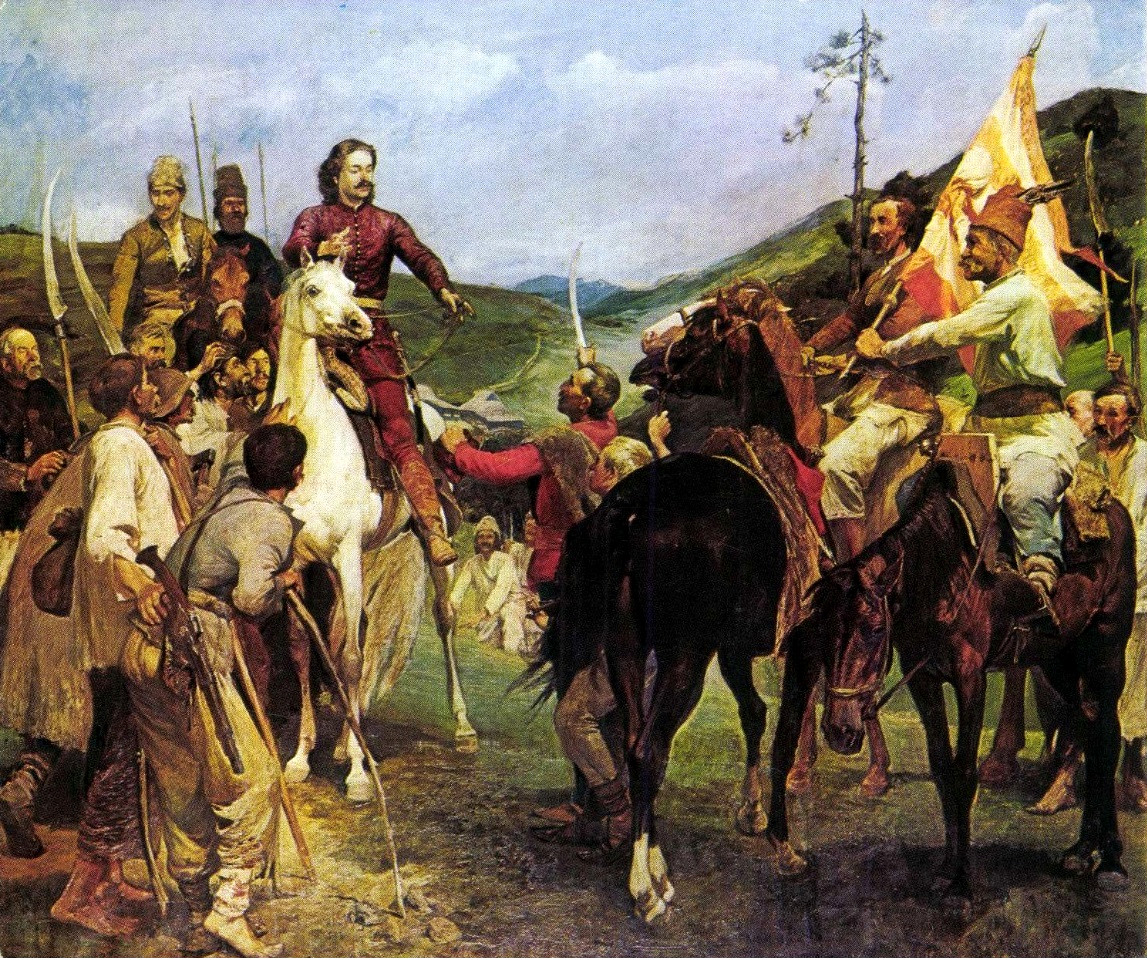
Встреча Ференца Ракоци с Тамашем Эсе.

Притеснения протестантов, посягательства новых властей на конституцию и свободы венгров (проект кардинала Колонича) вызвали новое восстание куруцев (1703—1711). Повстанцев возглавил Ференц (Франц) Ракоци, внук Дьёрдя Ракоци II и пасынок Имре Тёкёли. Воспользовавшись Войной за Испанское наследство, которая отвлекла главные силы австрийцев, куруцы овладели почти всей территорией Венгрии, угрожали самой Вене, австрийцы удержали в Венгрии лишь несколько крепостей. Однако венгерское ополчение было явно слабее регулярной австрийской армии: в открытых сражениях австрийцы имели успех даже при столкновениях с превосходящими их по численности в 2-3 раза силами повстанцев. Куруцы искали союза с Францией и Россией, но реальной помощи так и не получили. Ференц Ракоци учредил сенат из прелатов и аристократов, создал регулярную армию, поощрял торговлю, но крепостного права не отменил, лишь воевавшие крестьяне временно освобождались от повинностей. В 1708 году куруцы потерпели поражение у Тренчина, в 1710 году — у Сольнока и Эгера; Ракоци отступил к Мункачу, Пётр I обещал ему помощь, но этому помешала неудача Прутского похода. В 1711 году был заключён Сатмарский мир, по которому Венгрия снова признала власть Габсбургов, 12-тыс. армия Ференца Ракоци капитулировала. Сам Ракоци отказался признать мир, пытался получить помощь в России, потом во Франции, наконец уехал в Турцию, где и умер в 1735 году. В результате примирения протестанты получили всеобщую амнистию, религиозную свободу, а Габсбурги обещали замещение должностей в Венгрии исключительно венграми.
Император Карл VI (в Венгрии — Карой III, 1711—1740) в течение всего своего правления был озабочен тем, чтобы передать нераздельными свои обширные владения своей дочери Марии Терезии. После смерти Карла VI против его дочери выступили Пруссия, Бавария, Франция, развязав войну за Австрийское наследство (1740—1748). У 23-летней Марии Терезии не было в достаточном количестве ни денег, ни солдат, это побудило её обратиться за помощью к венграм на сейме в Пожони. Венгры охотно откликнулись и в короткий срок выставили 100-тыс. армию, которая позволила остановить наступление противников, а в итоге — сохранить под властью Габсбургов почти все владения Карла VI. Мария Терезия старалась отблагодарить венгров, статус Венгрии в составе Габсбургской монархии в течение XVIII века неуклонно возрастал, Хорватия все более ставилась в зависимость от Венгрии и постепенно была обращена в венгерскую провинцию.
Приверженец централизации и германизации, Иосиф II (1780—1790) решительно наложил руку на конституционную свободу и старые учреждения Венгрии. Насколько были благодетельны уничтожение крепостного права и религиозная свобода, настолько произвели всеобщее раздражение в Венгрии, а затем вызвали и явный протест такие меры, как присвоение Иосифом себе прав сейма, уничтожение дворянских привилегий, введение немецкого языка в администрацию и особенно — уничтожение комитатского деления. Оскорблённые в своих исторических правах, венгры потребовали сейма, и волнение готово было обратиться в новое восстание, так что Иосиф принужден был уступить и перед смертью отменил все почти нововведения.
Либеральный брат Иосифа, Леопольд II (1790—1792), возвратил Венгрии её учреждения. Хорватия, несколько восстановившая свою автономию соглашением с венграми при Иосифе II, вновь была поставлена в большую зависимость от венгерского центрального управления. Сербам, которые ещё были привилегированным народом и имели политическое представительство в сербском церковном соборе, были даны общие венгерские гражданские права, чем была достигнута политическая их ассимиляция с прочим населением. Автономия осталась у них ещё в церковных делах (собор), с которыми связались отныне все их национальные интересы.
Франц II (1792—1835) во время наполеоновских войн нуждался в Венгрии ради войска и денег и для того созывал сеймы.
В 1794 году был раскрыт заговор «венгерских якобинцев», руководители заговора были казнены.
Рекрутский набор и увеличение податей вызвали неудовольствие; сейм 1825 г. поставил на будущее время эти меры в зависимость от сейма и обязал Франца к созыву сейма каждые 3 года. Мадьярская оппозиция, отстаивая либеральную программу, преследовала и национально-венгерские цели, достигла введения венгерского языка в делопроизводство и основания Венгерской академии наук (1825).
При Фердинанде I (1835—1848) всё резче обозначались новые политические течения и образовались партии (три), ведшие между собой борьбу, в которой крепли и развивались национальное самосознание и мадьяризм. На консервативную партию, состоявшую из значительной части высшего дворянства и меньшинства низшего, с Дешеффи (Dessewffy) во главе, опиралось правительство. Сильнейшей была партия либеральная, представлявшая оппозицию, с графом Баттяни и Кошутом во главе. Кроме части высшего дворянства, готового поступиться своими привилегиями для блага нации, к оппозиции принадлежало большинство низшего дворянства и народ. Они требовали прав для недворянских сословий, равенства перед законом, свободы печати и т. д., и кое-чего успели достигнуть (в 1840-х годах). Либерально-консервативная умеренная партия, с Иштваном Сечени во главе, не имела большой силы. Правительственная система Меттерниха вызывала в Венгрии все большее и большее недовольство, умеряемое лишь популярностью эрцгерцога-палатина в 1796—1847 годах Иосифа Австрийского. Венгерский язык решительно становился официальным вместо прежней нейтральной латыни.

## Венгерская национальная революция

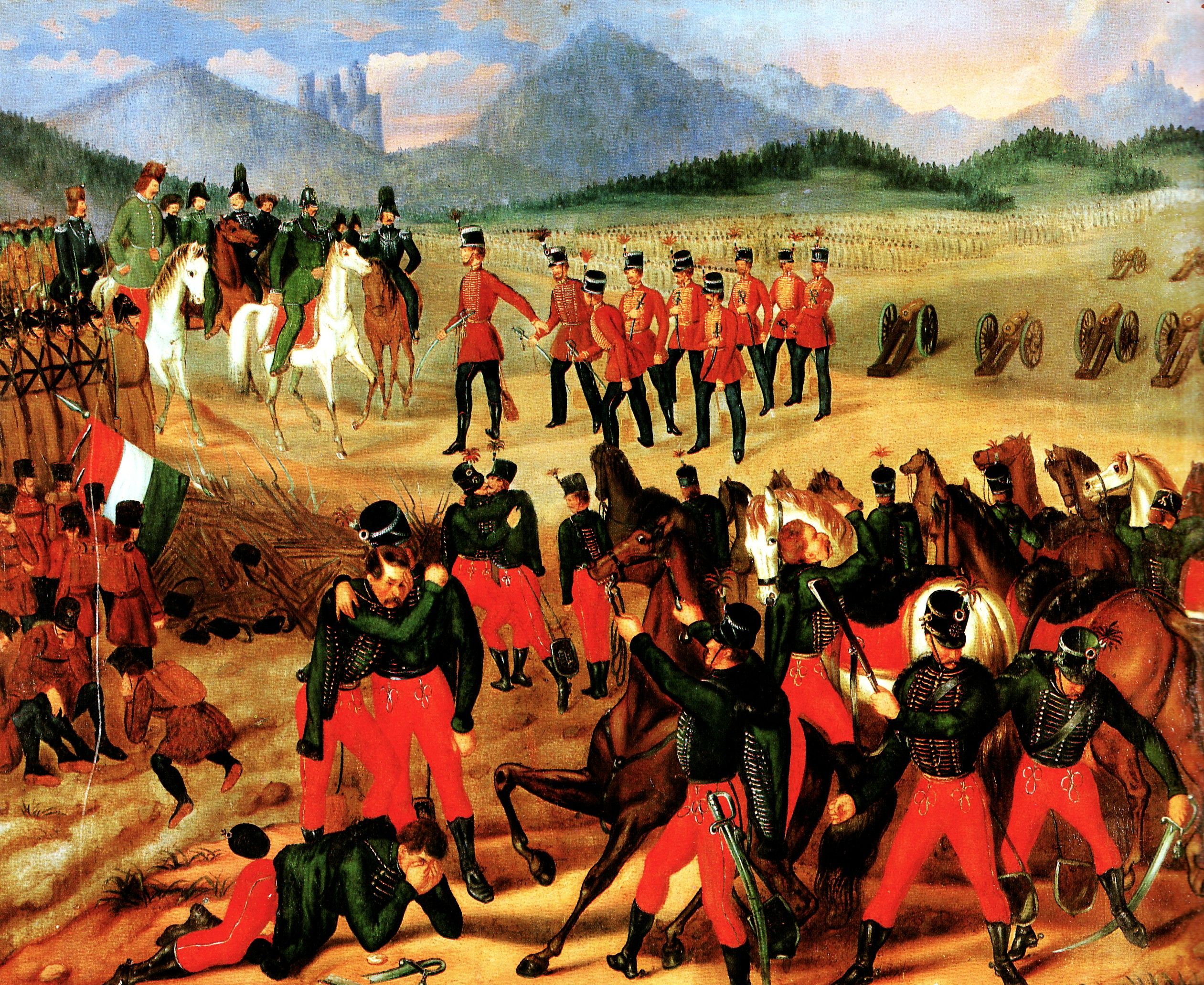
Капитуляция Гёргея в августе 1849 г.

Февральская революция 1848 года во Франции наэлектризовала политическую ситуацию во всей Европе. Венгрия не стала исключением. 15 марта 1848 года в Пеште толпы горожан требовали освобождения венгров от власти Габсбургов, свободы печати и вероисповедания, создания национальной армии и отмены крепостного права. Император согласился предоставить венграм относительную автономию, однако рост межнациональных противоречий, откровенный сепаратизм и антимонархизм оппозиции вынудил Австрию призвать для подавления мятежа русские войска во главе с фельдмаршалом Иваном Паскевичем, который и подавил выступление венгров к августу 1849 года.
В наказание император отделил от Венгрии Трансильванию, Воеводину, Банат, Хорватию и Славонию. Высшие административные посты заняли австрийцы. Однако внешнеполитические поражения вынудили австрийское руководство искать компромисс с венгерской оппозицией.

## Австро-Венгрия (1867—1918)

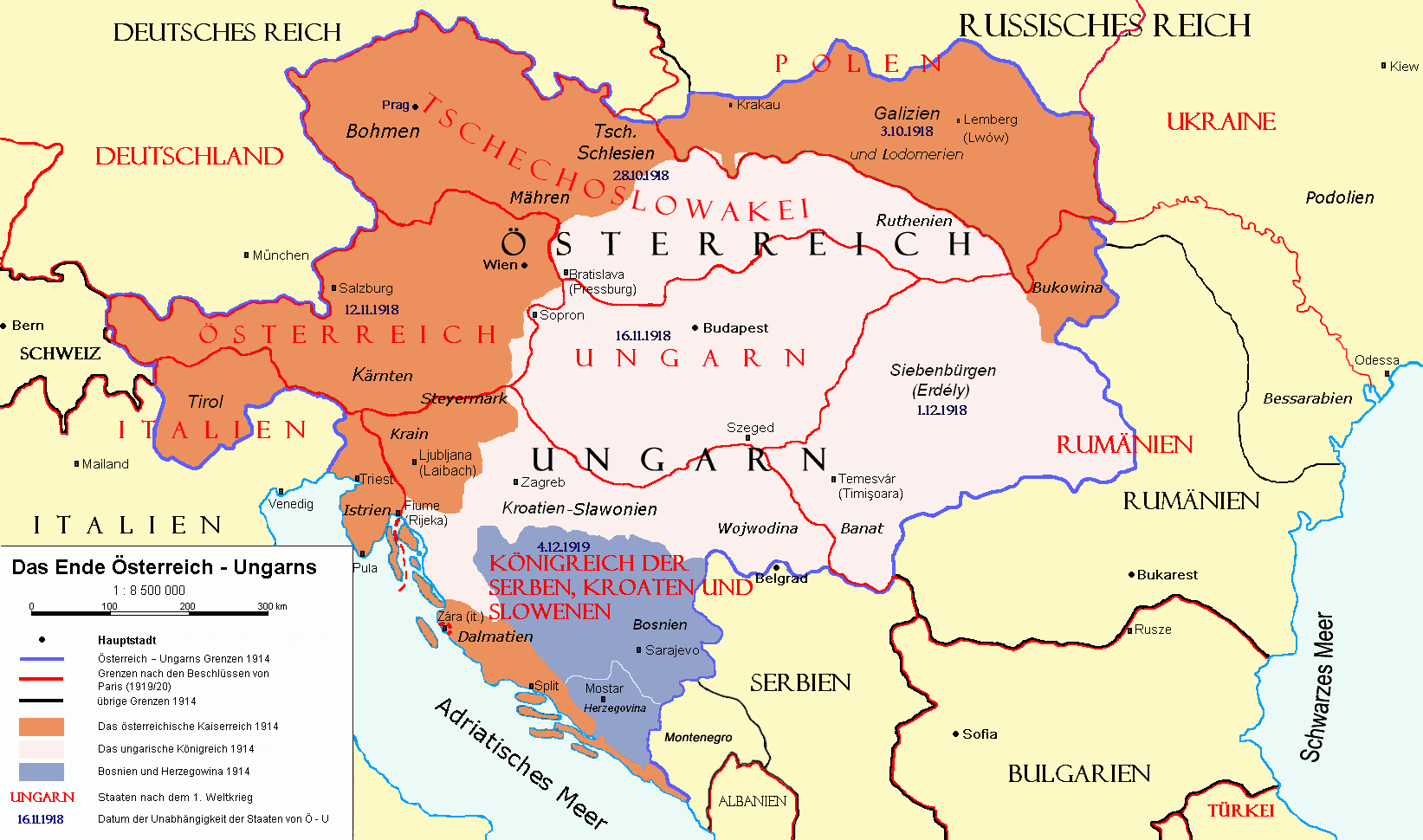
Венгрия (розовая) как часть Австро-Венгрии

Поражение в войне с Пруссией побудило Австрию к созданию дуализма, то есть к предоставлению Венгрии (которая включала также Трансильванию, Банат и Хорватию) полной автономии. В феврале 1867 года объявлено восстановление конституции 1848 года (с немногими изменениями) учреждение особого ответственного министерства с графом Дьюлой Андраши во главе; урегулированы финансовые отношения (Венгрия участвует в общих расходах на 30 %), Государственное Собрание было превращено в постоянный законодательный орган. Венгрия отделена от Австрии государственным устройством, законодательством и управлением, но объединена с нею династией и некоторыми общими ведомствами (военным, иностранных дел). 8 июня 1867 года было торжество коронования Франца-Иосифа в Будапеште по старым обычаям.
30 декабря 1916 года в Будапеште под именем Кароя IV взошёл на трон последний венгерский король — австрийский император Карл Первый. В 1918 году он отстранился от управления государством и умер в изгнании в 1922 году. В 2004 году причислен к лику блаженных Католической церковью.

## Венгерская Народная Республика (1918—1919)
24 октября антигабсбургская оппозиция образовала Венгерский Национальный Совет (Magyar Nemzeti Tanács), который фактически начал играть роль параллельного парламента. 11 ноября 1918 года Кайзер Австрии и Король Венгрии Карл I декларировал своё самоустранение от царствования над Австрией, 12 ноября 1918 года Рейхсрат упразднил монархию, что автоматически повлекло разрыв австро-венгерской унии и ликвидацию Австро-Венгрии, 13 ноября 1918 года Карл I декларировал своё самоустранение от царствования и над Венгрией, 16 ноября 1918 года Государственное Собрание упразднило монархию и провозгласило Королевство Венгрия Венгерской Народной Республикой — первое демократическое государство в Венгрии, Президентом был избран Михай Каройи, вслед за монархией в тот же день была упразднена и Палата Пэров.
13 ноября 1918 года в Белграде Каройи подписал перемирие с Антантой. Перемирие ограничивало размер венгерской армии до 6 пехотных и 2 кавалерийских дивизий. Были установлены разделительные линии на территории, которая должна была оставаться под контролем венгров до момента окончательного установления границ. По условиям перемирия сербские и французские войска продвинулись с юга, взяв под свой контроль весь Банат и Хорватию. В то же время Чехословакия взяла под свой контроль Верхнюю Венгрию и Карпатскую Русь, а румынским войскам было разрешено продвинуться к реке Муреш. Балканские союзники Антанты сразу же стали нарушать демаркационные линии.

## Венгерская Советская Республика (1919)

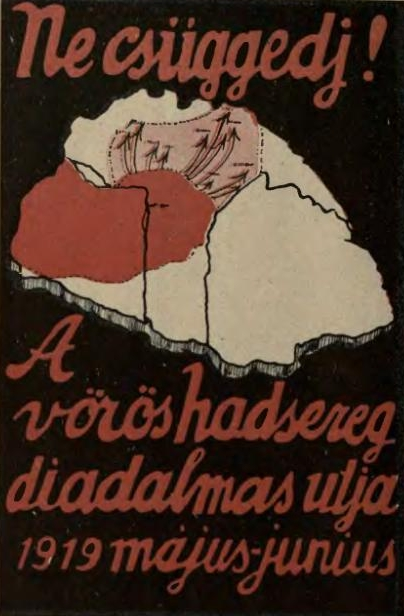
Плакат «Не падай духом! Красная Армия торжествует» (1919)

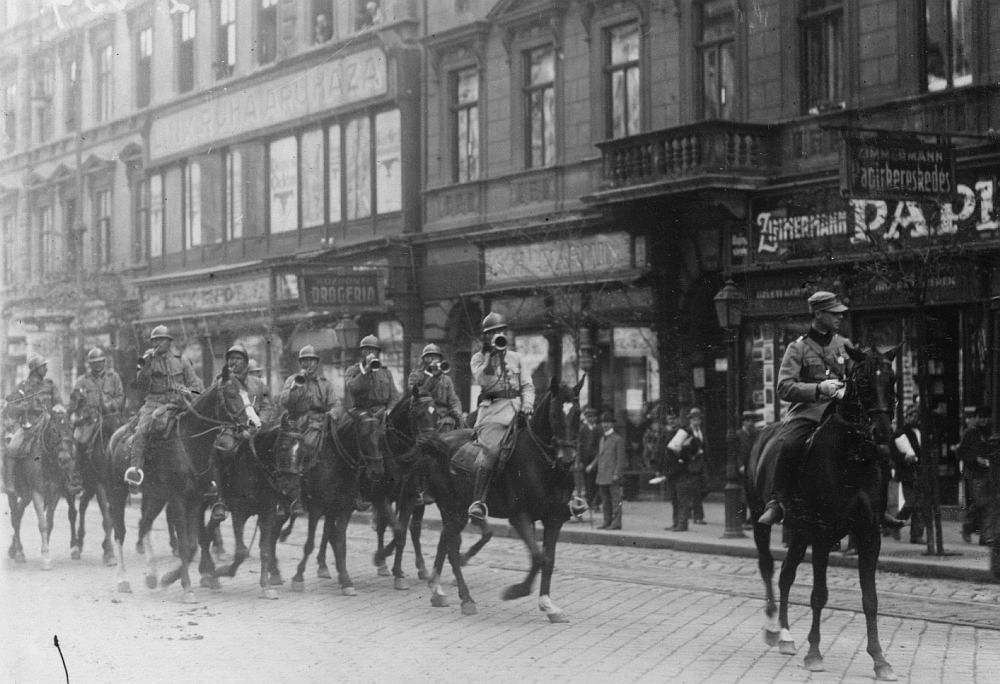
Румынская кавалерия в Будапеште, август 1919 года

Ещё 30 октября был сформирован, а 2 ноября начал работу Будапештский рабочий совет (Budapesti Munkástanács), 21 марта 1919 года Социал-демократическая партия Венгрии (СДПВ) и Коммунистическая партия Венгрии объединились в Социалистическую партию Венгрии, в результате чего под её контроль перешло больше половины мест в Будапештском рабочем совете (в этот же день был реорганизован в Будапештский рабоче-солдатский совет (Budapesti Központi Forradalmi Munkás- és Katonatanács)), который в тот же день упразднил Государственное Собрание и Венгерский Национальный Совет, взял власть в свои руки и провозгласил Венгерскую Советскую Республику. С 14 по 23 июля прошло I Государственное собрание рабочих, солдатских и крестьянских советов (Tanácsok Országos Gyűlése), избравшее Центральный исполнительный комитет рабочих, солдатских и крестьянских советов (Központi Intéző Bizottság). Была создана венгерская Красная Армия, которая в июне 1919 года совершила победоносный поход в Словакию.
Но организовывались и силы контрреволюции. Граф Дьюла Каройи попытался сформировать антисоветское правительство в  комитате Арад, частично располагавшемся в Трансильвании, и «навёл мосты» с Антибольшевистским Комитетом Иштвана Бетлена в Вене. В мае 1919 года Арад оккупировали румынские войска. Дьюла Каройи и часть его министров были интернированы, а по выходе на свободу перебрались в Сегед. Благодаря Каройи, Сегед стал главным центром контрреволюции. Под командованием Миклоша Хорти и Дьюлы Гёмбёша, лидера «Сегедского движения», сформировалась Национальная армия. 12 июля 1919 года Каройи на посту премьер-министра контрреволюционного правительства сменил Дежё Паттантьюш-Абрахам.
В то же время Румыния, при поддержке Антанты, напала на Венгрию с юго-востока, её армия быстро продвигалась по стране, вскоре отрезав все пути, ведущие к столице. Венгерская красная армия была принуждена дать бой на подступах к Будапешту. Битва была красными проиграна и 1 августа Бела Кун и большинство членов правительства бежали в Австрию. Оставшаяся небольшая часть во главе с Дьёрдем Лукачем, бывшим комиссаром по культуре, приступила к организации подпольной коммунистической партии. Будапештским Советом рабочих депутатов было избрано новое правительство во главе с Дьюлой Пейдлом, однако действовало оно всего несколько дней, до 6 августа, когда вошедшие в Будапешт румынские войска поставили точку в истории Венгерской Советской Республики.

## Венгерская Народная Республика (1919—1920)
7 августа временным главой государства стал регент Иосиф Август Австрийский, однако уже 23 августа он отказался от регентства, функции главы государства исполнял назначенный им 7 августа премьер-министр Фридрих Иштван (24 ноября 1919 года его сменил Карой Хусар).
В политическом вакууме, образовавшемся в результате гибели Советской республики и румынской оккупации,  Национальная армия, возглавляемая Хорти, представляющая собой ряд полусамостоятельных вооружённых формирований, начала кампанию террора против коммунистов и других левых, которая стала известна как «белый террор». Особой жестокостью отличался отряд Пала Пронаи.

## Регентство Хорти (1920—1944) и диктатура Салаши (1944—1945)

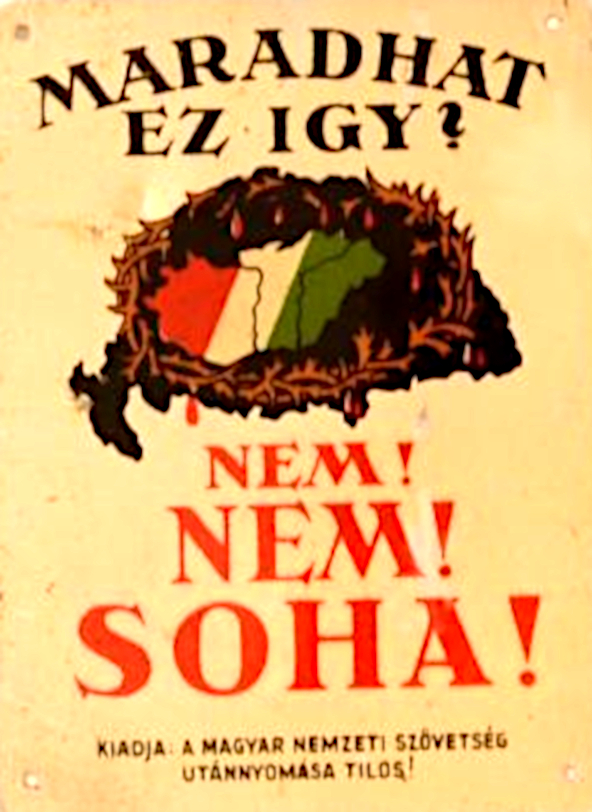
«Может ли так остаться? Нет! Нет! Никогда!» (венгерский плакат 1920 года, направленный против Трианонского договора, изображающий границы Транслейтании и границы Венгрии по Трианонскому договору)

25—26 января 1920 года прошли выборы в Национальное Собрание, большинство в котором получили консерваторы, 1 марта 1920 года Национальное Собрание объявило о восстановлении монархии, король избран не был, регентом был объявлен Миклош Хорти.
4 июня 1920 года между Венгрией и странами Антанты был подписан Трианонский мирный договор, закрепивший послевоенное положение. По нему Венгрия, как проигравшая сторона, лишилась ⅔ территории.
В 1921 году бывший император Австро-Венгрии Карл I дважды пытался вернуть себе венгерский престол, но в связи с угрозой войны с соседними государствами, а также из-за противодействия со стороны регента Хорти эти попытки были безуспешными.
Упорядочением общественной и экономической жизни Венгрии руководил наиболее талантливый политик эпохи граф Иштван Бетлен, бывший премьер-министром в 1921—1931 годах. Достаточно успешно развивалась промышленность, в три раза возросло производство электроэнергии. Для сельского хозяйства после довольно умеренной земельной реформы оставалось характерным преобладание крупных поместий.
По Сен-Жерменскому договору 1919 года Австрия должна была получить от Венгрии Бургенланд без Шопрона. Однако фактическое занятие Бургенланда 28 августа 1921 года австрийской полицией и пограничниками было остановлено в тот же день венгерскими боевиками при военной поддержке Венгрии. С помощью итальянского дипломатического посредничества кризис был почти решён осенью 1921 года, когда Венгрия решила разоружить боевиков. Но был назначен референдум об объединении части территорий Бургенланда с венгерским населением, включая Эденбург (Шопрон), являвшийся столицей Бургенланда, с Венгрией. Референдум проходил с 14 по 16 декабря 1921 года и, согласно итогам, большинство проголосовало за присоединение к Венгрии. Австрия же итоги референдума ставила под сомнение, и в итоге Венгрия оставила за собой лишь Шопрон.

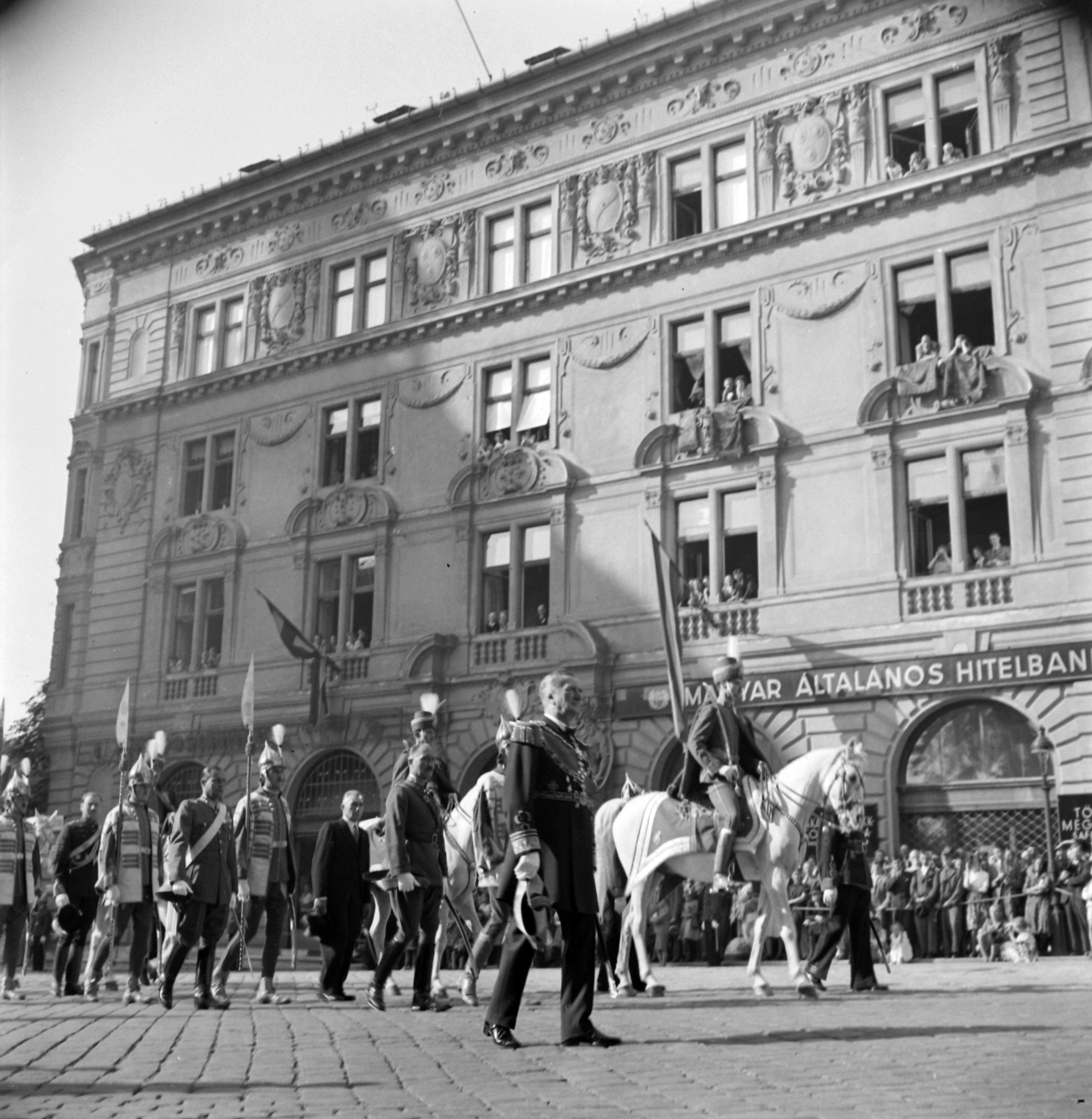
Миклош Хорти и королевская гвардия на праздновании Дня святого Иштвана 20 августа 1938 года

Важнейшей целью венгерских политиков после заключения Трианонского мирного договора было изменение его условий. У них появилась возможность добиться этого после прихода к власти в Германии национал-социалистов в 1933 году, поскольку они ставили своей основной целью полный пересмотр Версальско-Вашингтонской системы международных отношений. Осенью 1938 года произошло расчленение Чехословакии, в результате которого Венгрии по решению Первого Венского арбитража были возвращены значительные территории Южной Словакии, населенные венграми, а в 1940 году по решению Второго Венского арбитража Венгрии удалось возвратить большую часть Северной Трансильвании..
Под влиянием ориентации на нацистскую Германию и венгерских крайних правых движений в 1938 и 1939 годах было узаконено ограничение роли еврейского населения в экономической и общественной жизни, а в 1941 году были запрещены и браки евреев с венграми.

### Вторая мировая война

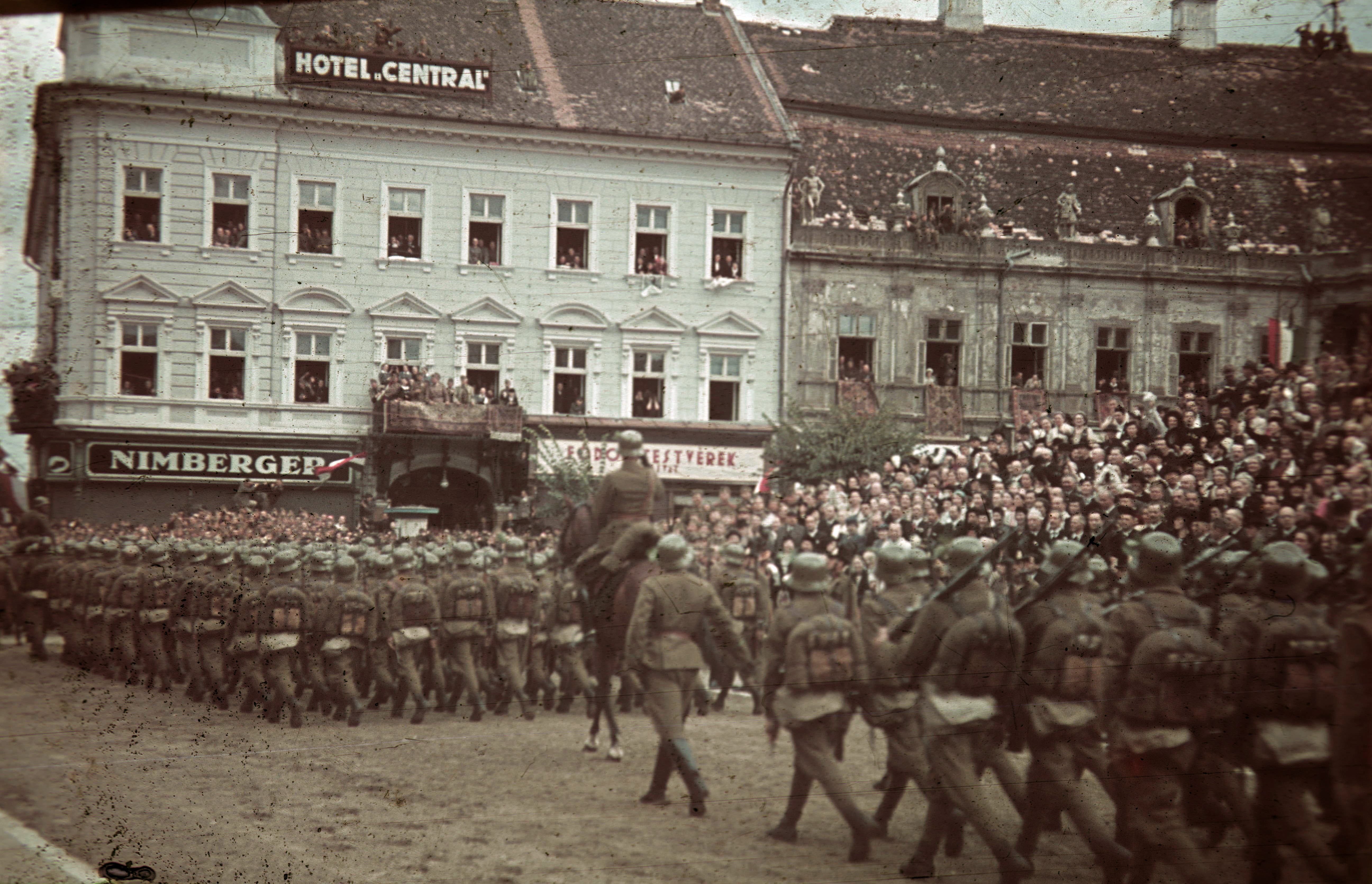
Венгерские солдаты в оккупированном трансильванском городе Клуж-Напока, 1940 год

В 1941 году Венгрия приняла участие в агрессии против Югославии и Советского Союза.
19 марта 1944 года Германия начала операцию «Маргарете» с целью не допустить выхода Венгрии из войны. Германские войска оккупировали Венгрию. Немцы начали отправку евреев в лагеря смерти на территории Польши.
В сентябре 1944 года советские войска пересекли венгерскую границу. 15 октября Хорти заявил о заключении перемирия с Советским Союзом, однако венгерские войска не прекратили ведение боевых действий. Германия провела операцию «Панцерфауст», в ходе которой отрядом СС был похищен и взят в заложники сын Миклоша Хорти. Это вынудило его аннулировать перемирие и передать власть Ференцу Салаши и его организации «Скрещённые стрелы». Он возглавил государство, получившее название Венгерский Союз Древних Земель.
2 декабря 1944 года на части территории Венгрии, занятой РККА, часть венгерской оппозиции, не признавшая режим «скрещённых стрел», объединилась в Венгерский национальный фронт независимости (Magyar Nemzeti Függetlenségi Front, MNFF, ВНФН) в который вошли КПВ, СДПВ, ПМСХ, НКП и Гражданско-демократическая партия; 21 декабря оппозиция сформировала параллельный парламент — Временное национальное собрание (Ideiglenes Nemzetgyűlés), а 22 декабря — его исполнительный орган — Временное национальное правительство (Ideiglenes Nemzeti Kormány), а также заменила на территории ею контролируемой просалашистские региональные и муниципальные советы своими органами — национальными комитетами (nemzeti bizottság). Правительство объявило войну Третьему Рейху. 20 января 1945 года Временное национальное правительство официально заключило перемирие с антигитлеровской коалицией, для контроля за соблюдением перемирия страны входящие в коалицию образовали Союзную контрольную комиссию. По соглашению о перемирии венгерское правительство в переходный период должно было работать под наблюдением Союзной контрольной комиссии. Тогда же правительство начало создавать собственные вооружённые формирования для помощи РККА.
13 февраля 1945 года РККА взяла Будапешт, салашисты потеряли власть над большей частью страны. С 6 по 15 марта 1945 года салашисты и вермахт предприняли безуспешную попытку контрнаступления против Красной Армии в районе озера Балатон, которая стоила жизни 33 тысячам советских солдат. 28 марта 1945 года под контролем РККА и ВНФН оказалась вся Венгрия. Салаши бежал в Австрию, где был арестован американцами, выдан новым венгерским властям и казнён.

## Вторая Венгерская Республика (1946—1949)

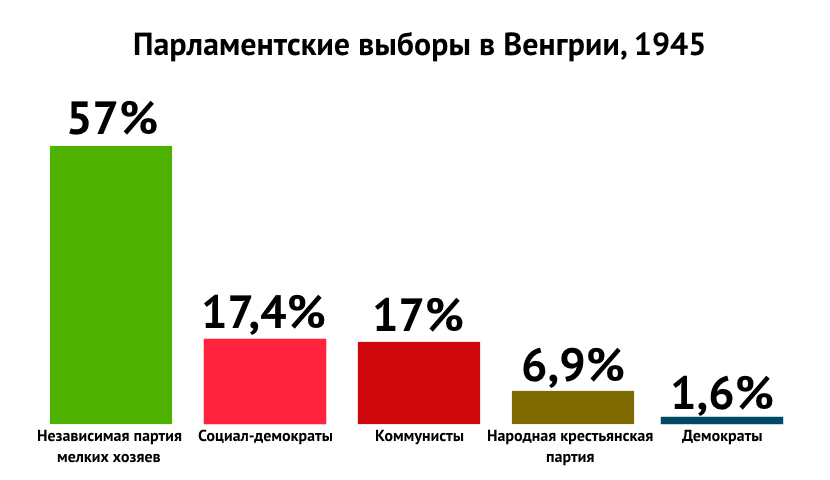
Парламентские выборы в Венгрии (1945)

Окончательную судьбу монархии и регентства должно было решить Национальное собрание. На прошедших 4 ноября 1945 года выборах в Национальное собрание большинство (57 % голосов) получила Независимая партия мелких хозяев (НПМХ). Коалиция коммунистов и социал-демократов получила лишь 34 % голосов. Однако контрольная комиссия Союзников, которая возглавлялась советским маршалом Ворошиловым, отдала победившему большинству только половину мест в коалиционном правительстве, а ключевые посты оставались в руках коммунистов. 2 февраля 1946 года Национальное собрание приняло закон о государственном устройстве, упразднявший монархию и провозглашавший Венгерскую Республику, законодательным органом становилось Государственное собрание, избираемое народом, главой государства — президент, избираемый Государственным собранием, исполнительным органом — правительство, назначаемое президентом и ответственное перед Государственным собранием.
10 февраля 1947 года был подписан мирный договор между венгерским и советским правительствами. Премьер-министр Ференц Надь поехал с визитом в Швейцарию, где сложил с себя полномочия и отказался вернуться на родину. На посту премьер-министра его сменил другой член НПМХ Лайош Диньеш, а его в 1948 году — Иштван Доби (на тот момент также член НПМХ).

### Приход к власти коммунистов
Для прихода к власти коммунисты использовали тактику, названную Ракоши тактикой нарезания салями. Они, пользуясь поддержкой советских войск, арестовали большинство лидеров оппозиционных партий, а в 1947 году провели новые выборы. Новый избирательный закон лишил права голоса на основании политической неблагонадёжности полмиллиона граждан (8,5 % электората). Коммунисты пошли на фальсификацию результатов парламентских выборов 31 августа 1947 года, благодаря чему получили относительное большинство голосов (22,25 %). В октябре Партия венгерской независимости, набравшая 13,4 % голосов, была обвинена в мошенничестве на выборах, лишена депутатских мандатов и в ноябре запрещена.
В марте 1948 года в СДПВ поменялось руководство, официальной идеологией партии был объявлен ленинизм, представители непрокоммунистических течений в СДПВ, занимавшие какие-либо руководящие посты в партии, были из неё исключены. 13 июня СДПВ объединилась с КПВ в Венгерскую партию трудящихся (ВПТ), под контролем которой оказалось более половины мест в Государственном собрании, генеральным секретарём ЦК ВПТ стал генеральный секретарь ЦК КПВ Матьяш Ракоши.
26 декабря 1948 года был арестован примас Венгрии Йожеф Миндсенти. В феврале 1949 года на сфабрикованном процессе он был признан виновным в измене и шпионаже и приговорён к пожизненному заключению.

## Венгерская народная республика (1949—1989)

### Советизация
В 1949 году была принята конституция, была провозглашена Венгерская Народная Республика, формально законодательным органом оставалось Государственное собрание, избиравшееся по многомандатным (с 1966 года — по одномандатным) округам, Правительство было переименовано в Совет министров, должность президента упразднена, а функции президента перешли к Президентскому совету (Elnöki Tanács), избираемому Государственным собранием. Вскоре были запрещены все партии, кроме Венгерской партии трудящихся. Демократия была заменена диктатурой ВПТ.

Герб Венгрии в 1949—1956 годах.

### Венгерское восстание и попытка десоветизации

Будапешт, 1956 г. Убитый советский офицер

21 июля 1956 года Ракоши был отправлен в отставку, его место занял Эрнё Герё. 23 октября 1956 года началась массовая антисталинская демонстрация в Будапеште, в ходе которой демонстранты демонтировали и разбили на куски памятник Сталину на центральной площади столицы и попытались захватить ряд зданий. Волнения в тот же день переросли в восстание. 24 октября Имре Надь был назначен на пост председателя Совета министров Венгрии. Совет Министров в новом составе объявил о прекращении огня, роспуске Венгерской Народной Армии и Управления государственной безопасности и создании гонведа, прекращении деятельности ВПТ, а также о начале переговоров с СССР о выводе советских войск из Венгрии, 30 октября была восстановлена многопартийная система, 31 октября боевое крыло антисталински настроенных демонстрантов было оформлено в Национальную гвардию (Nemzetőrség). 2 ноября было образовано новое правительство из представителей ВПТ, НПМХ, НКП и СДПВ. Актив ВПТ, защищавший общественные здания, министерства и райкомы, получил приказ венгерского правительства немедленно сдать всё наличное оружие.

4 ноября Советская армия вошла в Будапешт и к 7 ноября подавила сопротивление национальной гвардии, венгерское правительство было арестовано. 4 ноября было образовано просоветское Революционное рабоче-крестьянское правительство Венгрии (Forradalmi Munkás-Paraszt Kormány), все решения предыдущего правительства были отменены. Премьер-министр Венгрии Имре Надь был осуждён и приговорён к смертной казни.
В результате этого восстания ВПТ прекратила своё существование. На базе её кадров была создана другая единственная законная партия — Венгерская социалистическая рабочая партия (ВСРП), генеральным секретарём её стал Янош Кадар, пробывший на этом посту до 1988 года, когда его сменил Карой Грос.

## Третья Венгерская Республика
В 1989 году в ВСРП поменялось руководство, идеологией партии была объявлена социал-демократия, а сама она была переименована в Венгерскую меньшевистскую партию (ВМП), однопартийная система была отменена, были созданы либеральные партии — Альянс свободных демократов (АСД) и Альянс молодых демократов (более известный под венгерской аббревиатурой как Фидес), ряд консервативных партий — Венгерский демократический форум (ВДФ), Независимая партия мелких хозяев (НПМХ), Христианско-демократическая народная партия (ХДНП). Венгрия вновь была провозглашена Венгерской Республикой — третьей демократией в истории Венгрии. Была изменена внешняя политика — был взят курс на возвращение в Европу, начался вывод частей Советской армии с территории Венгрии (закончился в 1991 году, с 1999 года Венгрия — член НАТО, а с 1 мая 2004 — член ЕС).
В марте 1990 года прошли первые с 1947 года многопартийные выборы в Государственное собрание, первое место на которых заняла консервативная партия — Венгерский демократический форум, правительство возглавил её представитель Йожеф Антал. Главными приоритетами кабинета ВДФ и его союзников были объявлены рыночная экономика и частная собственность, проводилась приватизация.
Однако реформы сопровождались экономическими трудностями: росла безработица, упал уровень жизни, девальвирован форинт, возникли проблемы с МВФ. В 1994 году на парламентских выборах первое место заняла Венгерская социалистическая партия, которая вместе с Альянсом свободных демократов сформировала правительство во главе с Дьюлой Хорном. В 1995—1996 годах в Венгрии проводилась экономическая программа, известная как «план Бокроша» (по имени автора пакета реформ Ласло Бокроша), включавшая в себя девальвацию форинта, сокращение социальных выплат, введение налога на импорт.
Несмотря на успешную стабилизацию макроэкономических показателей (дефицит бюджета сократился с 9,6 % до 3,8 %, внешнеторгового баланса — с 9,4 % до 3,8 %), популярность Хорна и ВСП упала из-за падения реального объёма заработной платы, что привело к поражению ВСП на выборах 1998 года (ВСП получила 134 места в парламенте вместо прежних 208). Первое место заняла партия Фидес, сместившаяся с либеральных позиций на консервативные, она получила 28,18 % голосов и 148 из 386 мест в парламенте. Вступив в коалицию с Независимой партией мелких хозяев и Венгерским демократическим форумом, Фидес сформировал правительство во главе со своим лидером 35-летним Виктором Орбаном.
На выборах 2002 года даже несмотря на то, что Фидес собрал 41,07 % голосов и увеличил своё представительство в парламенте со 147 депутатов до 164, правящая коалиция получила лишь 188 депутатских мандатов и была вынуждена перейти в оппозицию к новому правительству коалиции ВСП—Альянс свободных демократов. 25 августа 2004 года разрешился правительственный кризис, в результате чего в отставку ушёл прежний премьер-министр Петер Медьеши, а на его место Венгерская меньшевистская партия избрала министра по делам молодёжи и спорта, мультимиллионера Ференца Дьюрчаня.
Кризис в правящей коалиции меньшевиков и свободных демократов связан, прежде всего, с накопившимися финансово-экономическими проблемами, которые включают в себя огромный бюджетный дефицит (почти 6 % в 2003 г.), завышенный курс национальной валюты, небывалый рост внутренней и внешней задолженности страны (свыше 50 миллиардов долларов). Отражаясь на социальной сфере, эти проблемы вызывают недовольство населения.
В апреле 2006 в Венгрии прошли новые парламентские выборы. Венгерская меньшевистская партия получила 186 из 386 мандатов, её союзник по правительственной коалиции — Союз свободных демократов — 18 мандатов. Их соперники — Венгерская гражданская партия — на выборах выступала единым списком с Христианско-демократической народной партией, они получили 164 мандата. 19 сентября 2006 года в Будапеште народные волнения в связи с обнародованием высказываний премьер-министра о плачевном состоянии экономики. В 2006 году впервые в новейшей истории Венгрии произошли беспорядки в Будапеште. 14 апреля 2009 года на пост премьера меньшевиками был назначен беспартийный Гордон Байнаи.
После очередных парламентских выборов новым премьером с 29 мая 2010 года стал Виктор Орбан, лидер правой коалиции Фидес—Христианско-демократическая народная партия, получившей конституционное большинство. Фидес инициировала принятие новой Конституции, которая вступила в действие с 2012 года. В новой конституции говорится, что венгерский народ объединяют «Бог и христианство». За государством закрепляется обязанность защищать жизнь, при этом оговорено, что жизнь начинается при зачатии. Фактически эта статья конституции вводит запрет на аборты. Брак обозначен в конституции как союз мужчины и женщины.
После падения коммунистического режима наблюдались обострения напряжённости на национальной почве со Словакией и Румынией, где венгры проживают как меньшинства.